# Max Frey (Maler, 1874)

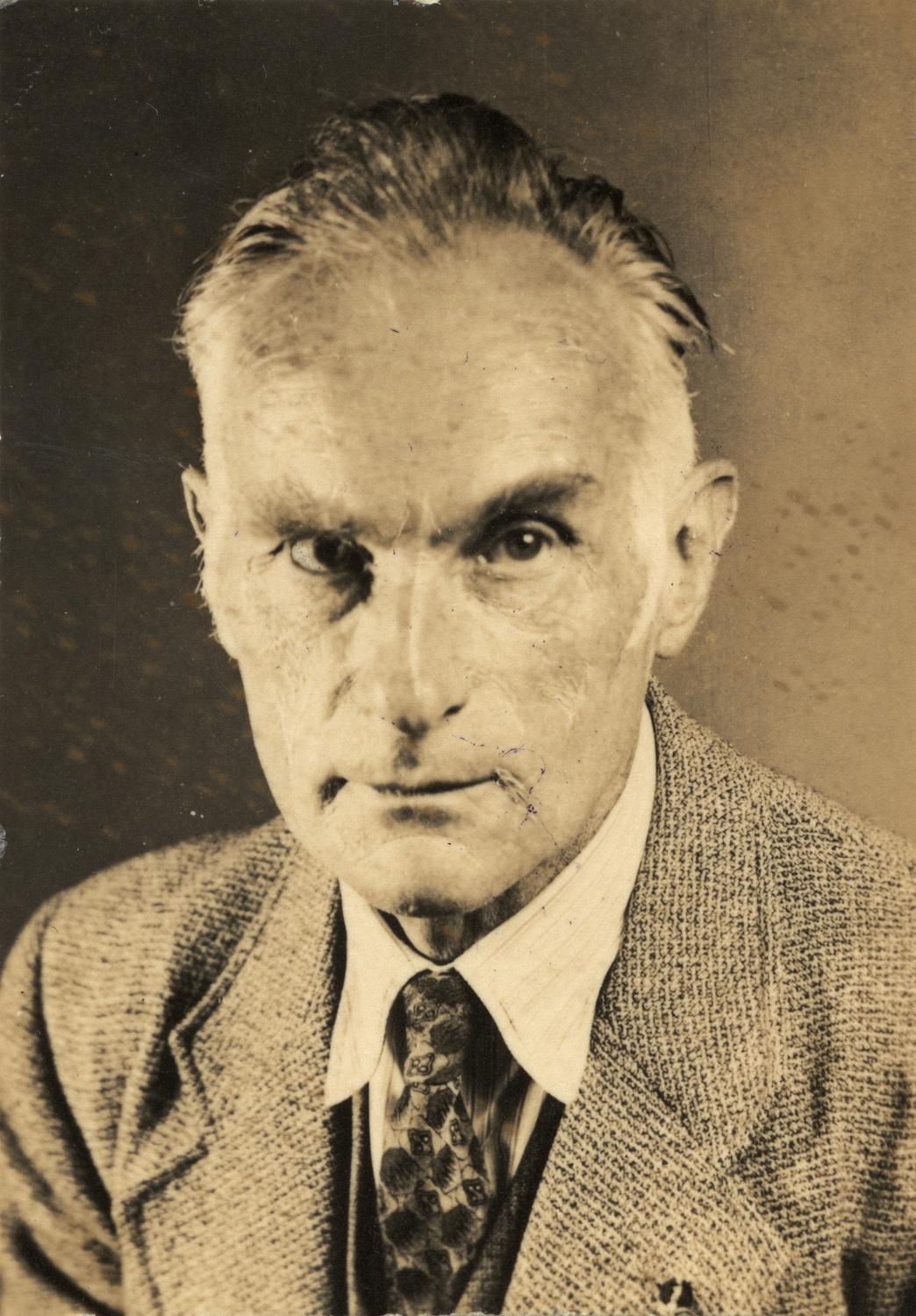
Foto von 1938

Max Frey (* 16. April 1874 in Mühlburg bei Karlsruhe; † 11. März 1944 in Bad Harzburg; vollständiger Name: Max Adolf Peter Frey) war ein deutscher Landschafts- und Figurenmaler, Grafiker und Illustrator.
Frey war ab 1907 zunächst Lehrer und ab 1910 Professor an der Dresdner Akademie für Kunstgewerbe. Sein künstlerisches Werk der 1920er- und 30er-Jahre weist Elemente des Symbolismus und der Neuen Sachlichkeit mit surrealistischen Anklängen des Magischen Realismus auf.

## Leben

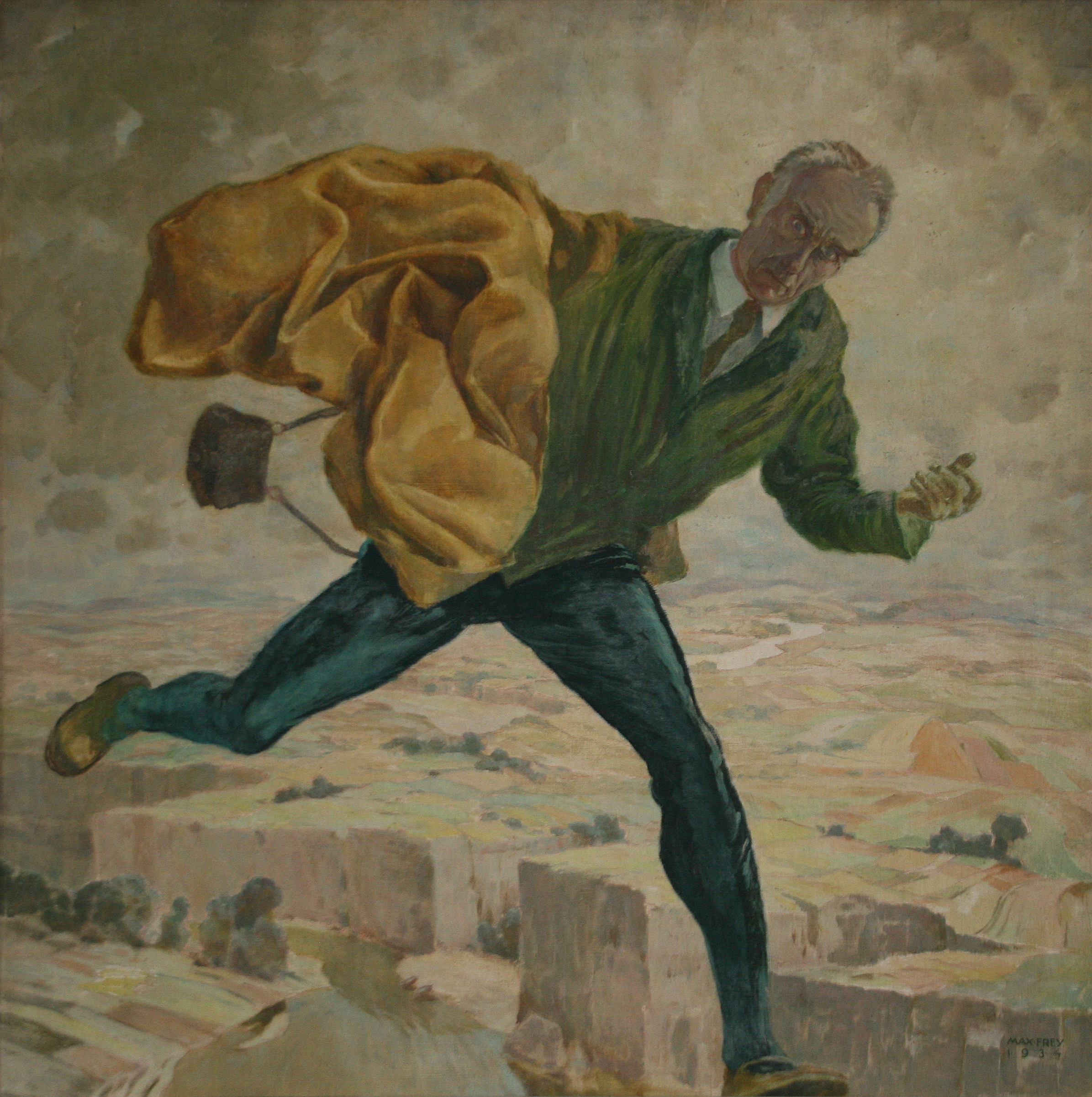
Weiter! Aufwärts! – Max Frey, Selbstporträt, 60-jährig, 1934

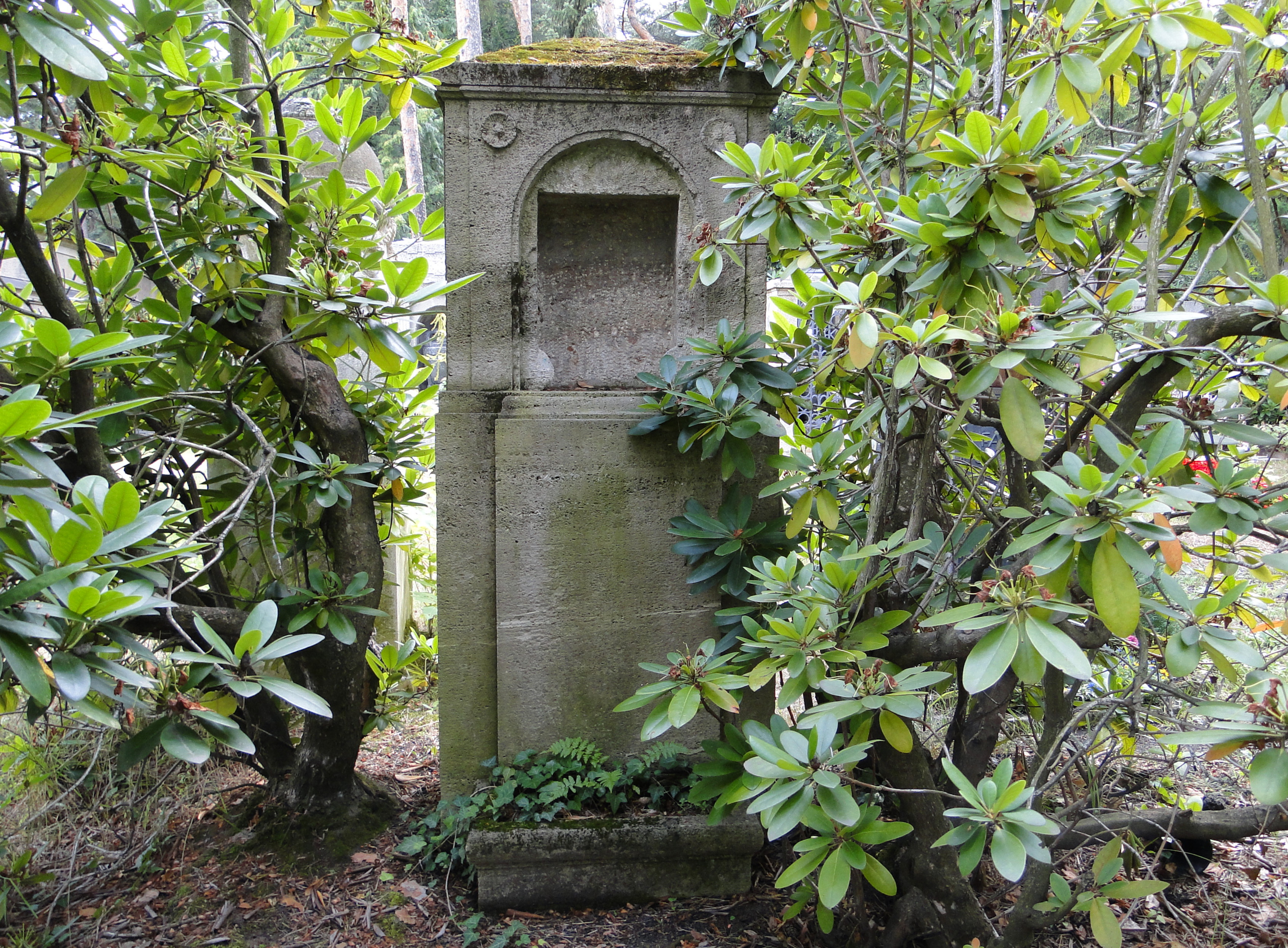
Grab von Max Frey auf dem Urnenhain Tolkewitz in Dresden

Max Frey wurde 1874 in Mühlburg bei Karlsruhe geboren. Sein Vater war der Kaufmann Heinrich Frey, seine Mutter hieß Luise Frey. Max Frey lebte bis 1904 in Karlsruhe. Er besuchte zuerst die Kunstgewerbeschule in Karlsruhe und war dann vorübergehend als Theatermaler in Berlin und Mannheim tätig. 1893 und von 1895 bis 1903 war er als Student an der Kunst-Akademie Karlsruhe bei Ferdinand Keller, Gustav Schönleber und Leopold von Kalckreuth eingeschrieben.
Um 1899 war Frey Mitglied der Karlsruher Kunstgenossenschaft und der Allgemeinen Deutschen Kunstgenossenschaft. Nachweisbar ist ebenfalls die Mitgliedschaft in dem am 25. April 1896 gegründeten Karlsruher Künstlerbund. Der Karlsruher Künstlerbund verfügte ab 1897 mit der Kunstdruckerei Künstlerbund Karlsruhe (KKK) über eine eigene Kunstdruckerei, in der neben Lithographien der Bundmitglieder auch grafisch gestaltete Reklame-Drucksachen aller Art für Industrie und Handel hergestellt wurden.
Am 24. Mai 1904 heiratete Max Frey in Karlsruhe Anna Luise Ottilie Fanni Ellstaetter, geboren in Karlsruhe am 8. Februar 1884, Tochter des Fabrikanten und Inhabers der „Glacé-Lederfabrik Mühlburg“ Rudolf Ellstaetter und seiner zweiten Ehefrau Bertha, geborene Mayer. In dieser Ehe ist die Geburt einer Tochter Isolde (Jeldi) Frey im Jahr 1920 nachgewiesen.
Von 1904 bis 1905 lebte Max Frey als Maler in Frankfurt am Main. Ab 1906 war er in Dresden wohnhaft. Sein Arbeitsraum lag an der Eliasstraße 34 (heute Güntzstraße), in dem von William Lossow und Hermann Viehweger von 1901 bis 1908 neu erbauten Gebäude, das ab 1906 von der Dresdner Akademie für Kunstgewerbe als neuer Sitz genutzt wurde. William Lossow amtierte ab 1906 auch als Direktor der Akademie für Kunstgewerbe.
1907 erhielt Max Frey einen Lehrauftrag an der Dresdner Akademie für Kunstgewerbe. Er führte die neu eröffnete Klasse für „grafisches Kunstgewerbe“ an der allgemeinen Schülerinnenabteilung. Frauen wurden erst seit 1907 an der „Königlichen Kunstgewerbeschule in Dresden“ zum Studium zugelassen. Zu den ersten Schülerinnen dieser neu geschaffenen Abteilung gehörten von 1907 bis 1911 u. a. Margarete Wendt und Margarete Kühn, die 1915 das Unternehmen Wendt & Kühn gründeten. 1910 wurde Frey zusammen mit Erich Kleinhempel zum Professor ernannt. 1915 wurde die allgemeine Schülerinnenabteilung unter dem neuen Direktor Karl Groß aufgehoben und fortan Schülerinnen und Schüler gemeinsam unterrichtet. Frey unterrichtete Landschaftsmalerei, Grafik und Kunstgewerbe. Zu seinen Schülern zählten u. a. Willy Wolff, Margarete Kühn, Elisabeth Ahnert, Margarete Naumann, Annemarie von Jakimow-Kruse, die Grafiker Kurt Hilscher und Dore Mönkemeyer-Corty, die später als Tänzerin und Choreografin bekanntgewordene Gertrud Leistikow, Hans Grundig, Herbert Aschmann, Hans Theo Richter, Alfred Hesse, Werner Hofmann und Oscar Cahén.
In Dresden wurde Max Frey Mitglied des Dresdner Kunstgewerbevereins und der Dresdner Kunstgenossenschaft. Max Frey gestaltete das Plakat zur 1. Fachausstellung des Dresdner Kunstgewerbevereins im Jahr 1908. Max Frey wurde 1910 Mitglied im Deutschen Künstlerbund. Er war Gründungsmitglied der um 1910 entstandenen Künstlergruppe Grün-Weiß. Die Gruppe Grün-Weiß präsentierte als fortschrittliche Gruppierung innerhalb der Dresdner Kunstgenossenschaft ihre Werke ab dem 29. Oktober 1910 im Kunstsalon Emil Richter. Max Frey gestaltete das Plakat zur Ausstellung. Im Februar 1914 stellte Max Frey als Mitglied der von Johann Walter-Kurau gegründeten Dresdner Künstlergruppe 1913 in der Galerie Ernst Arnold aus. Im Jahr 1926 fand in der Galerie Remmler in Leipzig eine Sonderausstellung von Max Frey zusammen mit Georg Siebert statt. Von Frey wurden dabei 29 Werke gezeigt.
Aus dem Jahr 1912 ist ein Bericht über eine Reise von Max Frey nach Holland erhalten. Für das Jahr 1913 ist ein Aufenthalt auf der Ostseeinsel Vilm bekannt.
Max Frey wurde im Ersten Weltkrieg einberufen. In der Zeit des Nationalsozialismus war er Mitglied der Reichskammer der bildenden Künste. Das Dresdner Adressbuch verzeichnet ihn letztmalig 1937 als Kunstmaler und Professor an der Akademie für Kunstgewerbe mit der Wohnadresse Reicker Straße 38 und Arbeitsräumen in der Eliasstraße 34. Im August 1937 zog er nach Bad Harzburg. Am 24. Dezember 1938 wurde seine erste Ehe geschieden. Am 17. Februar 1939 heiratete er in Braunschweig seine ehemalige Schülerin Editha von Frobel. Am 29. April 1940 wurde sein Sohn Volker geboren. Max Frey verbrachte seine letzten Lebensjahre mit seiner Familie in Bad Harzburg, wo er am 11. März 1944 starb. Am 17. März 1944 erschien im Harzer Tageblatt ein Nachruf auf Max Frey. Die Beisetzung fand am 22. März 1944 in Dresden auf dem Urnenhain Tolkewitz statt. Editha Frey starb im Jahr 1956. Volker Frey starb im Jahr 2012 in Helmstedt.

## Künstlerisches Schaffen

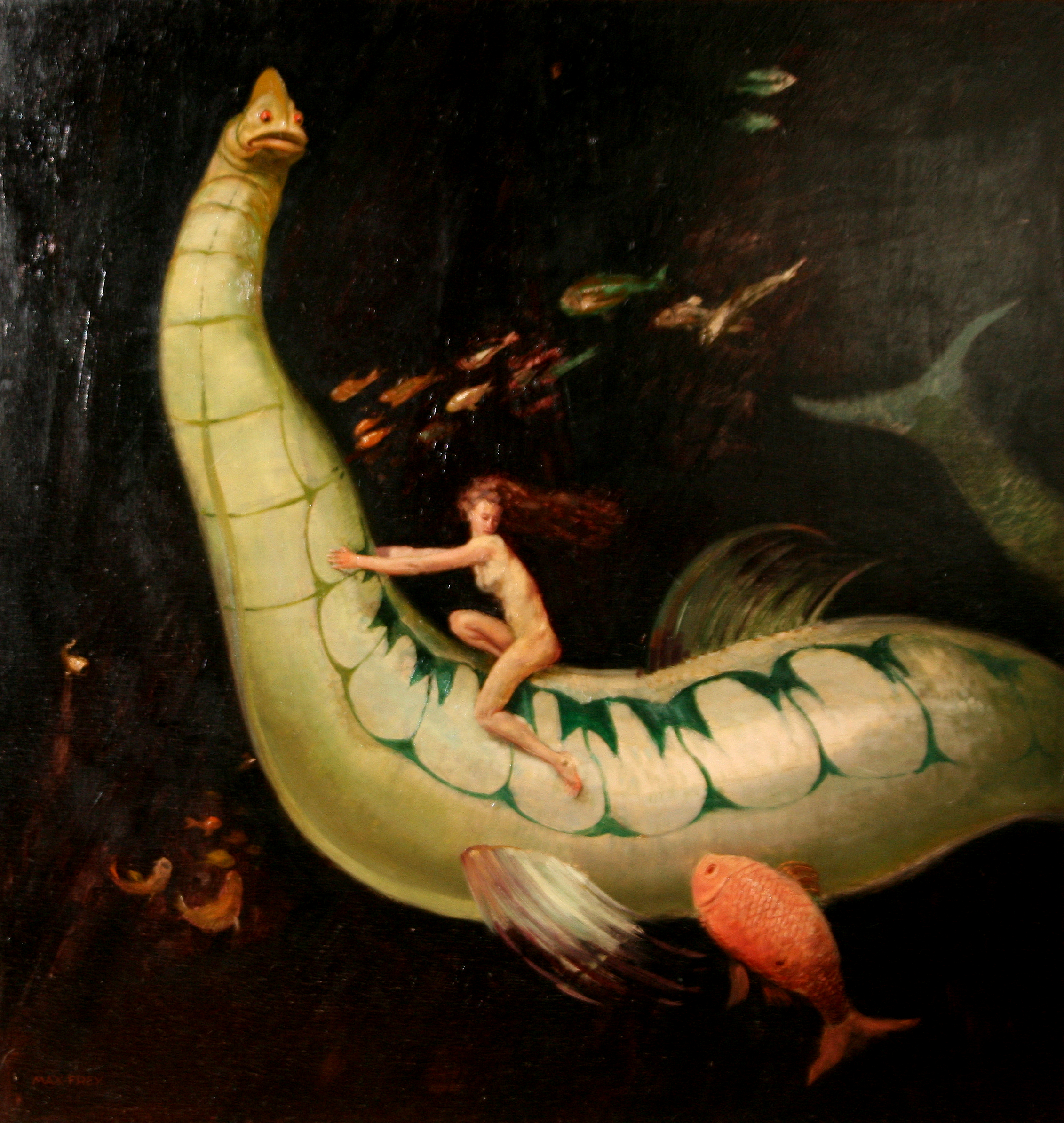
Max Frey: Meerestiefe, ca. 1926

Max Frey: Träumender, 1930

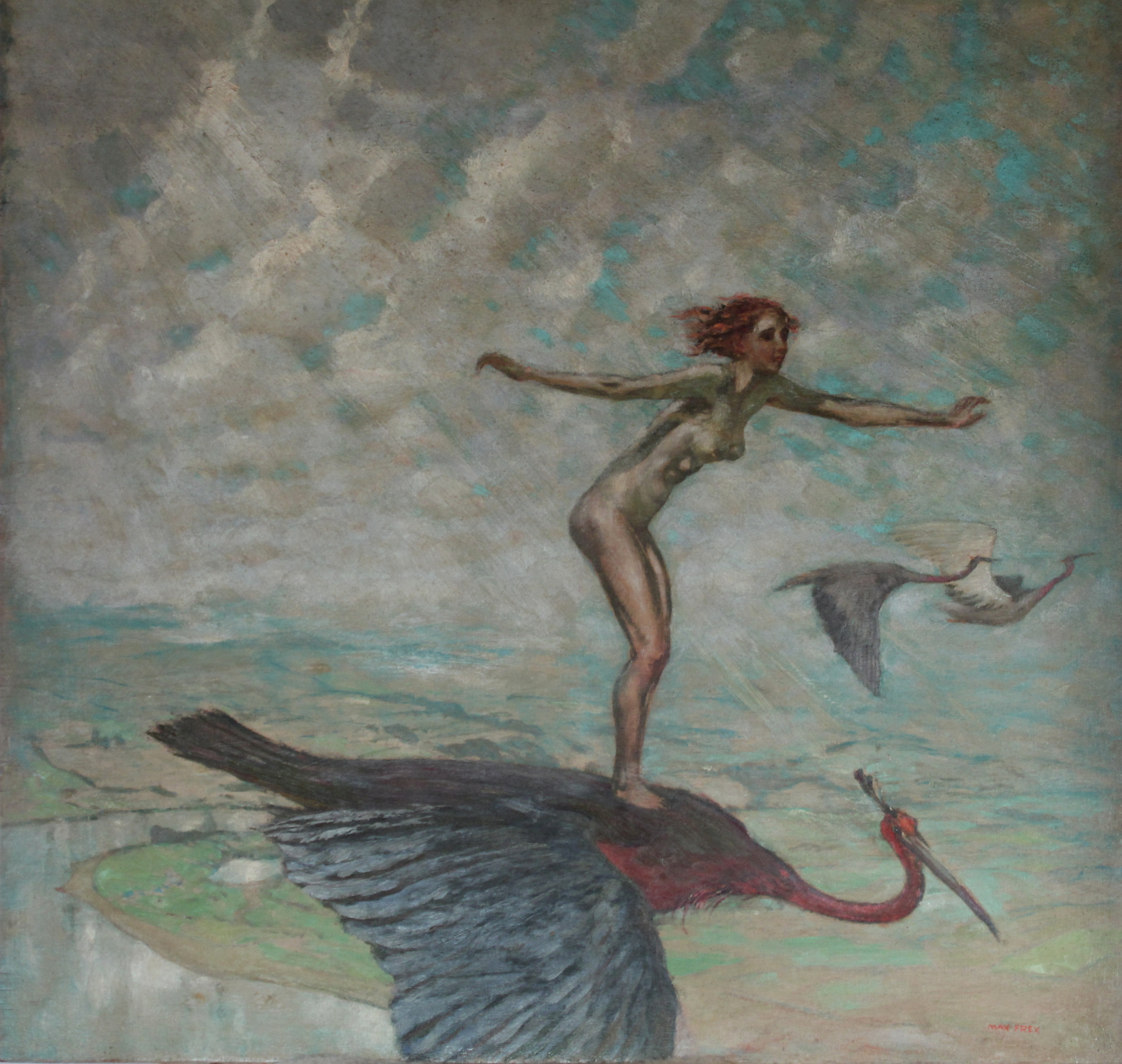
Max Frey: Wandervögel, ca. 1931

Das Werk von Max Frey verbindet symbolistische Tendenzen mit Elementen der Neuen Sachlichkeit in der Ausprägung des Magischen Realismus. Die grafischen Arbeiten sind vom Jugendstil beeinflusst.
Seine frühen Werke sind vorwiegend Landschaftsbilder, wobei nicht einfach die realistische Wiedergabe der Landschaft im Zentrum stand, sondern oftmals die Weiterentwicklung von Lichteffekten romantischer und manchmal märchenhafter Prägung, z. B. in den Gemälden „Die Überfahrt Venezia-Chioggia“ 1903, „Abend am Fluss“ 1905, „Morgennebel“ 1911, „Flucht nach Ägypten“ 1911, „Der Allerhalter“ 1912 und „Wolken“ 1921.
In den 1920er- und 1930er-Jahren wurde Freys Werk zunehmend symbolhafter und enthält Elemente des Magischen Realismus. Es erscheinen allerlei phantastische Wasser- und Fabelwesen, z. B. in den Gemälden „Meerestiefe“ 1926, „Träumender“ 1930, „Wandervögel“, „Wassergrund“ 1931, „Tier und Mensch“ 1931, „Fliegende Jägerinnen“ 1932 und „Da unten aber...“ 1942. Frey schuf in den 1920er-Jahren auch mehrfach Bilder mit exotischen Motiven: „im Wunderwald“ 1925, „Jagd der Prinzessin“ 1926, „Urwaldprinzessin“ 1928 und „Centaurin“ 1928. Von diesen Motiven wurden auch Lithographien und Kunstdrucke angefertigt.

### Einordnung
Die grafischen Arbeiten zeigen Max Frey als vom Jugendstil geprägten Vertreter der Reformkunst. In Parallele zum Werk des etwas älteren Hans Thoma können die oft grotesk überzeichneten, realistischen, religiösen Darstellungen, die vor allem in der Mitte der 1930er-Jahre in den Gemälden von Max Frey auftauchen, heute nicht mehr überzeugen. Freys künstlerischer Beitrag und die Besonderheit seines Werkes bestehen vor allem in der Verbindung von Elementen des Symbolismus und des Magischen Realismus. Der Magische Realismus gilt neben dem Verismus und Klassizismus als dritte Strömung mit surrealistischen Anklängen innerhalb der neuen gegenständlichen Malerei der Weimarer Republik mit Vertretern wie Franz Radziwill, Franz Lenk, Ewald Schönberg oder Franz Sedlacek.
Die Werke aus Freys phantastischer Spätphase wurden selten in Ausstellungen der damaligen Zeit präsentiert. In der Nachkriegszeit geriet das Werk Freys in Vergessenheit. Phantastische, surrealistische und dem Magischen Realismus verpflichtete Tendenzen bilden eine für Dresden bis heute wenig beachtete, aber dennoch wesentliche Richtung der Neuen Sachlichkeit. Freys Werk fußt dabei in der Tradition der phantastischen und visionären Kunst des 19. Jahrhunderts, die sich als Strömung innerhalb der Romantik als Evasion aus der unmittelbaren Wirklichkeit in imaginäre und mythische Bereiche gebildet hatte. Zur phantastischen und visionären Kunst des 19. Jahrhunderts zählen unter anderem Werke von Arnold Böcklin, William Blake und Gustave Moreau.

### Ausstellungen (Auswahl)
Bilder von Max Frey wurden bis Ende der 1920er-Jahre in zahlreichen Ausstellungen gezeigt. Frey nahm regelmäßig an den Gemeinschaftsausstellungen der Dresdner Kunstgenossenschaft teil:
- 1896: Karlsruhe, Ausstellung des Kunstvereins, gezeigt: Herbst.[32]
- 1898: Münchener Jahres-Ausstellung im königlichen Glaspalast, gezeigt: Frühlingsnacht, Öl. Die Mühle, Öl.
- 1899: Münchener Jahres-Ausstellung im königlichen Glaspalast, gezeigt: Auf Regen folgt Sonnenschein, Öl. Vorfrühling, Öl.
- 1899: Deutsche Kunstausstellung Dresden, gezeigt: An der Brücke. Abend auf der Messe. Messe.
- 1900: Münchener Jahres-Ausstellung im königlichen Glaspalast, gezeigt: An der Brücke, Öl. Stiller Winkel, Öl.
- 1901: Badischer Kunstverein[33], gezeigt: Abenddämmerung, Vorfrühling
- 1901: Große Berliner Kunstausstellung, gezeigt: Ein altes Nest. Wintertag. Frühling im Walde.
- 1902: Nassauischer Kunstverein Wiesbaden, gezeigt: Waldbach.[34]
- 1902: Heidelberger Kunstverein, gezeigt: Bach im Winter. Vorfrühling.[35]
- 1902: Karlsruhe, Jubiläumskunstausstellung zur Feier des 50-jährigen Regierungsjubiläums des Großherzoges Friedrich von Baden, gezeigt: Blick auf Durlach.
- 1902: Düsseldorf, Deutsch-Nationale Kunst-Ausstellung, gezeigt: An der Brücke. Ein altes Nest.
- 1902: Münchener Jahres-Ausstellung im königlichen Glaspalast, gezeigt: Frühling im Walde, Öl. Frühlingstag, Öl. Ruine, Öl. Durlach Gärtnerei, Öl. Markdorf, Öl.
- 1903: Münchener Jahres-Ausstellung im königlichen Glaspalast, gezeigt: Überfahrt Venezia-Chioggia, Öl. Marktplatz in Besigheim, Öl. Blick auf Durlach, Öl. Sonniger Tag, Tempera.
- 1904: Kunstsalon Banger, Taunusstraße 6, Wiesbaden, „1. Frühjahrs-Elite-Ausstellung: 60 Werke Karlsruher Künstler“.[36]
- 1904: Münchener Jahres-Ausstellung im königlichen Glaspalast, gezeigt: Kirche in Seefelden, Öl. Überlingen, Öl.
- 1904: Heidelberger Kunstverein, gezeigt: Herbsttag. Gewitterabend. Winterabend.[37]
- 1904: Wien, 31. Jahres-Ausstellung im Künstlerhaus, gezeigt: Marktplatz in Besigheim, Öl.
- 1905: Wien, 32. Jahres-Ausstellung im Künstlerhaus, gezeigt: Frühlingstag, Öl.
- 1905: Jena, Thüringer Ausstellungsverein bildender Künstler, gezeigt: Dächer im Regen, Aquarell. Abend am Kaiserplatz.[38]
- 1906: Köln, Deutsche Kunstausstellung gezeigt: Im Januar, Öl.
- 1906: Karlsruhe, Jubiläumsausstellung, gezeigt: Im Frühjahr, Öl. Hochwasser, Öl.
- 1906: Leipziger Kunstverein.
- 1906: Heidelberger Kunstverein, gezeigt 10 Ölgemälde.[39]
- 1907: Frankfurt am Main, Schneiders Kunstsalon.[40]
- 1907: Württembergischer Kunstverein Stuttgart.[41]
- 1908: Dresden, Kunstsalon Emil Richter, Ausstellung mit Fotografien von Ernst Müller, Gemälden von Arnold Böcklin[Anm. 6][42], Max Frey, Johann Walter-Kurau, Louisa Ellen Perman (1854–1921), Onorato Carlandi (1848–1939), Hans Thoma und Franz von Stuck.[43]
- 1909: Dresden, Erste Kunstausstellung im Künstlerhaus, gezeigt: Quelle. Im Zwielicht.
- 1910: Baden-Baden, Deutsche Kunstausstellung, gezeigt: Sommertag. Vorfrühling.
- 1910: Ausstellung der Gruppe Grün-Weiß in Dresden, gezeigt: Dächer (Amsterdam). Windmühle. Weiden im Vorfrühling. Sonniger Herbstmorgen. Rosen und Reiter. Jahrmarkt. Kapuziner.
- 1911: Große Aquarell-Ausstellung Dresden, gezeigt: Vorstadtgarten im Schnee
- 1911: Kunstverein Hamburg, Kollektivausstellung des Ortsvereins Dresden der Allgemeinen Deutschen Kunstgenossenschaft
- 1911: Kunstausstellung Dresdner Kunstgenossenschaft, gezeigt: Sommertag.[44]
- 1911: Karlsruhe, Badischer Kunstverein, zum 60. Geburtstag von Prof. Schönleber, gezeigt: Die Flucht nach Ägypten. Aus Lekkerkerk. Windmühle. Abend nach dem Regen.
- 1911: Große Berliner Kunstausstellung, gezeigt: Die Flucht nach Ägypten.
- 1912: Dresden, Große Kunstausstellung, gezeigt: Abend nach dem Regen (Windmühle), Öl. Windmühle, Holzschnitt. Flucht nach Ägypten, Öl. Sonntagmorgen (Brücke), Öl. Der Allerhalter, Öl.[45]
- 1913: Große Aquarell-Ausstellung Dresden, gezeigt: Aus Lekkerkerk.
- 1914: Dresdner Künstlergruppe 1913. Ausstellung von Gemälden, Graphik, Zeichnungen und plastischen Werken, Galerie Ernst Arnold, Schloßstraße 34, Dresden.[21][22] gezeigt: Siegfried. Ruhe auf der Flucht. Lebensabend. Gerokstraße im Winter. Gerokstraße im Frühjahr. Osternothafen. Werft an der Elbe. Sommertag. Bäume auf der Wiese. Abend am Schillerplatz. Markt in Oger. An der Oger.
- 1914: Aachen, Museums-Verein, Wanderausstellung der Dresdener Kunstgenossenschaft.[46]
- 1914: Große Berliner Kunstausstellung, gezeigt: Frühlingsmorgen, Aquarell. Die blaue Fahne, Aquarell. Im Nebel, Aquarell.
- 1914: Kunstsalon Aktuaryus, Taunusstraße 6, Wiesbaden, gezeigt: Der Allerhalter, Sonntagmorgen, Abend nach dem Regen, Weiden im Vorfrühling, Mondnacht in Wetzlar, Herbstmorgen, Salzgasse im Schnee, Nach dem Gewitter, Altes Tor im Gemmrigheim, Blick auf Durlach, Klatschweiber.[47][48][49]
- 1915: Baden-Baden, Deutsche Kunstausstellung.
- 1916: 2. Ausstellung Dresdner Künstler die im Heeresdienste stehen, Galerie Ernst Arnold, Schloßstraße 34, Dresden, gezeigt: Müde.[50][51]
- 1916: Kunstausstellung Dresdner Kunstgenossenschaft, gezeigt: Mühe, Öl.
- 1918: Dresden, Kunsthandlung Max Sinz.[52]
- 1918: Ausstellung in der Commetersche Kunsthandlung, Hamburg. Gemälde von Fritz Friedrichs, Friedrich Schaper, Max Frey, Georg M. Meinzolt (1863–1948), Paul Horst-Schulze und Grafik von Emil Nolde.[53]
- 1920: Kunstausstellung Dresdner Kunstgenossenschaft, gezeigt: Frühlingsmorgen. Frühlingszauber. Wolken.
- 1921: Chemnitz, Galerie Gerstenberger[54]
- 1921: Kunstausstellung Dresdner Kunstgenossenschaft, gezeigt: Über Felder, Öl. Arbeitspause, Öl. Wolken, Öl.
- 1922: Kunstausstellung Dresdner Kunstgenossenschaft, gezeigt: Kurze Rast.
- 1922: Dresden, Kunsthandlung Max Sinz, Prager Straße 38.[55]
- 1923: Kunstausstellung Dresdner Kunstgenossenschaft, gezeigt: Aprilwetter, Öl.
- 1923: Karlsruhe: Große Deutsche Kunstausstellung für freie und angewandte Kunst, gezeigt: Frühlingszauber.
- 1925: Kunstausstellung Dresdner Kunstgenossenschaft, gezeigt: Wunderwald.
- 1926: Dresden, Kunsthandlung Max Sinz, Prager Straße 38, gezeigt u. a.: Liebesglück. Liebesfrühling. Papagena. Amor im Park. Paradies. Die Jagd.[56]
- 1926: Leipzig, „Sonder-Ausstellung von Prof. Max Frey“, Galerie Remmler, gezeigt: Ein Lied. Ich gratuliere. Amor. Glückwünsche. Jagd der Prinzessin. Abend im Park. Faust und Erdgeist. Am Markt. Heimwärts. Seifenblasen. Frühlingsahnen. Sonne. Auf der Flucht. Ein Menschenpaar. Papageno. Vor dem Städtchen. Ausblick. Marias Traum. Der Angler. Hinaus ins Freie. Mittag. Entführung. Morgen. Der Landdoktor. Lang, lang ist's her. Aufziehendes Gewitter. Auf der Flucht. Der Wunderwald. Centaurin.
- 1927: Kunstausstellung Dresdner Kunstgenossenschaft, gezeigt: Gegen Dummheit kämpfen Menschen nicht vergebens, Öl. Ein Menschenpaar, Öl. Madonna, Öl. Traumlandschaft, Öl.[57]
- 1928: Kunstausstellung Dresdner Kunstgenossenschaft, gezeigt: Urwaldprinzessin.[58]
- 1933: Die Kunst dem Volke, Dresden, gezeigt: Prinzessin. Harfe. Madonna. Märchen. Ritter Georg. Madonna in den Bergen. Werden und Vergehen. Sorgenmann. Poseidon. Der große Fisch. Flucht.
- 1942: Braunschweiger Kunstausstellung im Herzog Anton Ulrich-Museum, gezeigt: Der Schäfer, Öl. Am Bergabhang, Öl. Sommer, Öl.[59]
- 1943: Winter-Kunstausstellung im Goslarer Museum (Stadtmuseum), gezeigt: Gemälde und Aquarelle.[60][61]
- 1943: Braunschweiger Kunstausstellung im Herzog-Anton-Ulrich-Museum, gezeigt: Da unten aber, Öl.

## Auszeichnungen
- Preisträger im Wettbewerb für ein Werbeplakat der Stadt Heidelberg für die historischen Kostümfeste, die vom 30. Juni – 5. Juli 1913 im Heidelberger Schlosshof zum dreihundertjährigen Jubiläum der Vermählung von Elisabeth Stuart mit Friedrich V. von der Pfalz stattfanden.[62][63] Von den preisgekrönten Plakaten wurden auch Ansichtskarten und Reklamemarken[Anm. 7] hergestellt.
- Preisträger im Wettbewerb der Dresdner Kunstgenossenschaft für das Kunstausstellungs-Plakat 1921.[64]

## Werke
Gemälde von Max Frey befinden sich in der Galerie Neue Meister bei den Staatlichen Kunstsammlungen Dresden. Ein Selbstporträt, das Max Frey als Till Eulenspiegel zeigt, befindet sich im Besitz des Till-Eulenspiegel-Museums Schöppenstedt. Das Gemälde „Träumender“ befindet sich im Besitz der Jack Daulton Collection in Los Altos Hills. Im Dresdner Kupferstich-Kabinett und in der Wolfsonian Florida International University befindet sich je ein Exemplar des Plakates zur Jubiläums-Ausstellung für Kunst- und Kunstgewerbe in Karlsruhe 1906, welches in der Kunstdruckerei Künstlerbund Karlsruhe hergestellt wurde. Das Plakat zum Städtischen Vierortbad in Karlsruhe sowie eine Zeichnung mit demselben Motiv, befinden sich im Besitz des Stadtarchivs Karlsruhe.
Um 1908 wurde von der Wurzener Teppich- und Velours-Fabriken A. G. ein Smyrnateppich nach einem Entwurf von Max Frey produziert. In der vom Dresdner Kunstgewerbeverein 1911 herausgegebenen Publikation „Dresdner Kunstgewerbe“ sind mehrere von Max Frey entworfene kunsthandwerkliche Arbeiten abgebildet: ein von der Beleuchtungkörperfabrik K.A. Seifert in Mügeln bei Dresden hergestellter Deckenleuchter, Silberschmuck ausgeführt durch den Dresdner Juwelier und Goldschmied Hermann Ehrenlechner, ein von der Pianofortemanufaktur Carl Rönisch gefertigtes Pianino, sowie eine vom Jugendstil geprägte Buffetuhr. Max Frey gestaltete auch die mit „M.F.“ signierte Grafik des Titelblatts dieser Publikation. Max Frey gestaltete Illustrationen für die Zeitschrift Jugend, für die Wochenschrift für Schwarzweiss-Kunst und Dichtung Licht und Schatten und für Bücher. Er entwarf Grafiken für Postkarten und Plakate.
Max Frey wird irrtümlicherweise manchmal als Illustrator des Buches „Die schönsten Erzählungen aus Tausendundeine Nacht“ angegeben. Das Buch erschien 1947 in der Erstauflage im Carl Ueberreuter Verlag in Wien. Die Farbtafeln sind mit „MF 46“ signiert und stammen von Max Frey aus Wien (1902–1955) und nicht von Max Frey aus Dresden (1874–1944).

### Grafische Arbeiten (Auswahl)

Ex Libris
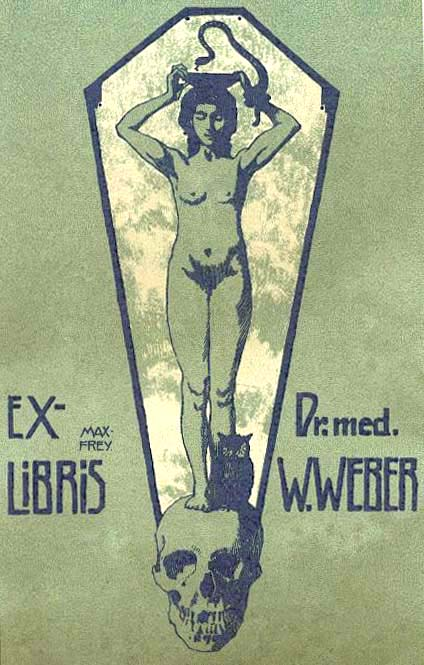
Max Frey, Ex Libris Dr. med. W. Weber
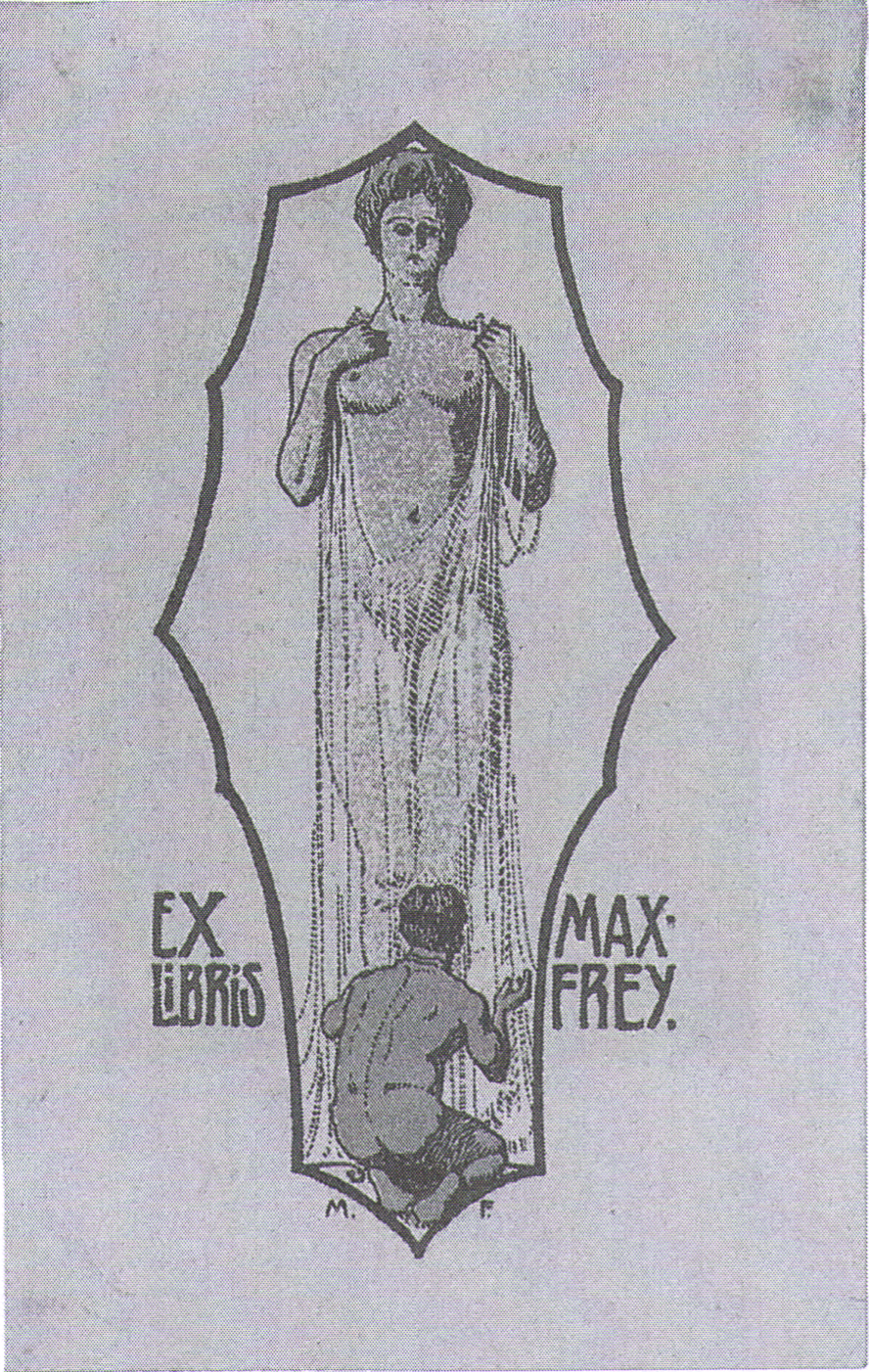
Ex Libris Max Frey, Eigenblatt
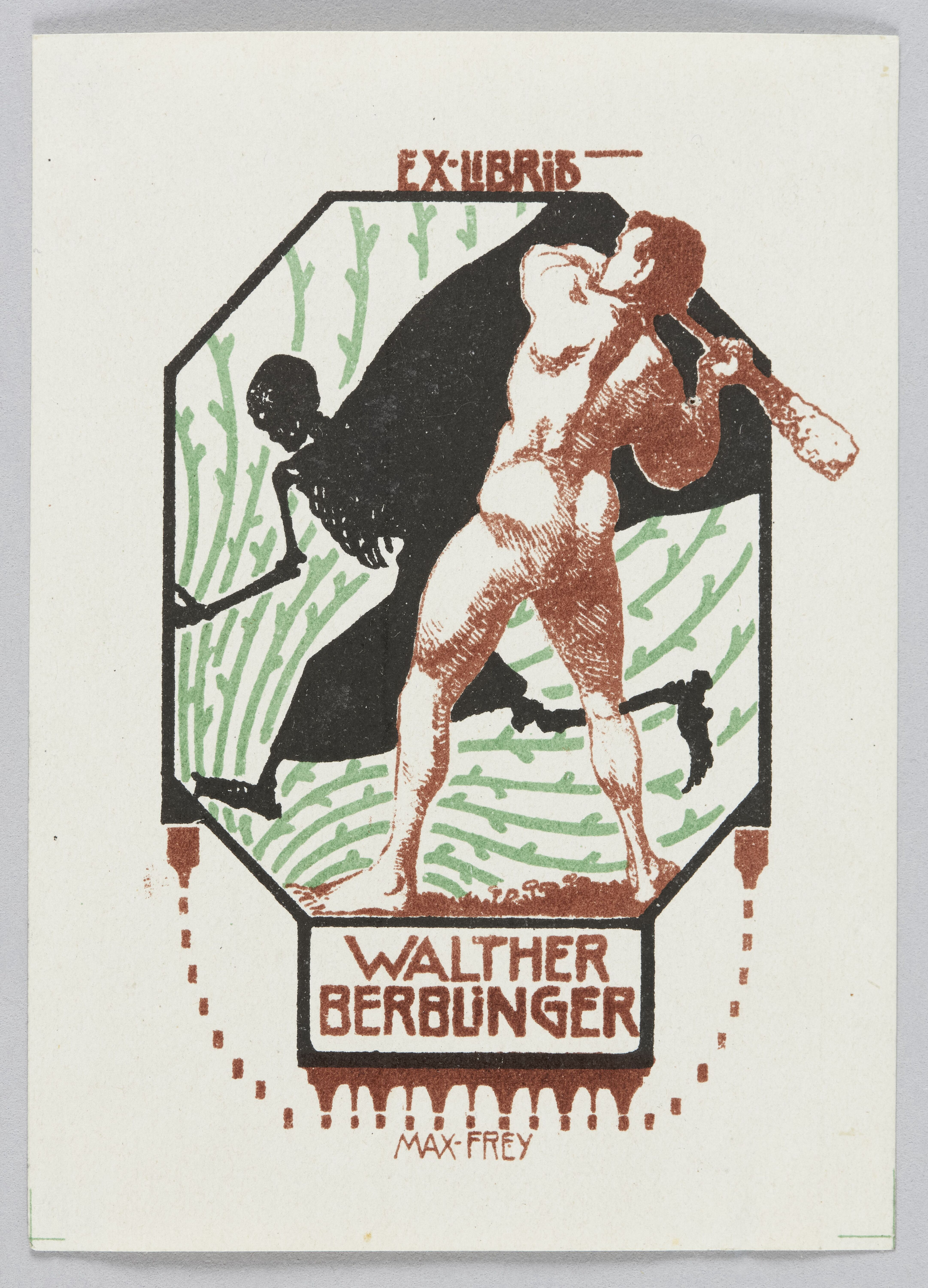
Ex Libris für Walther Berblinger
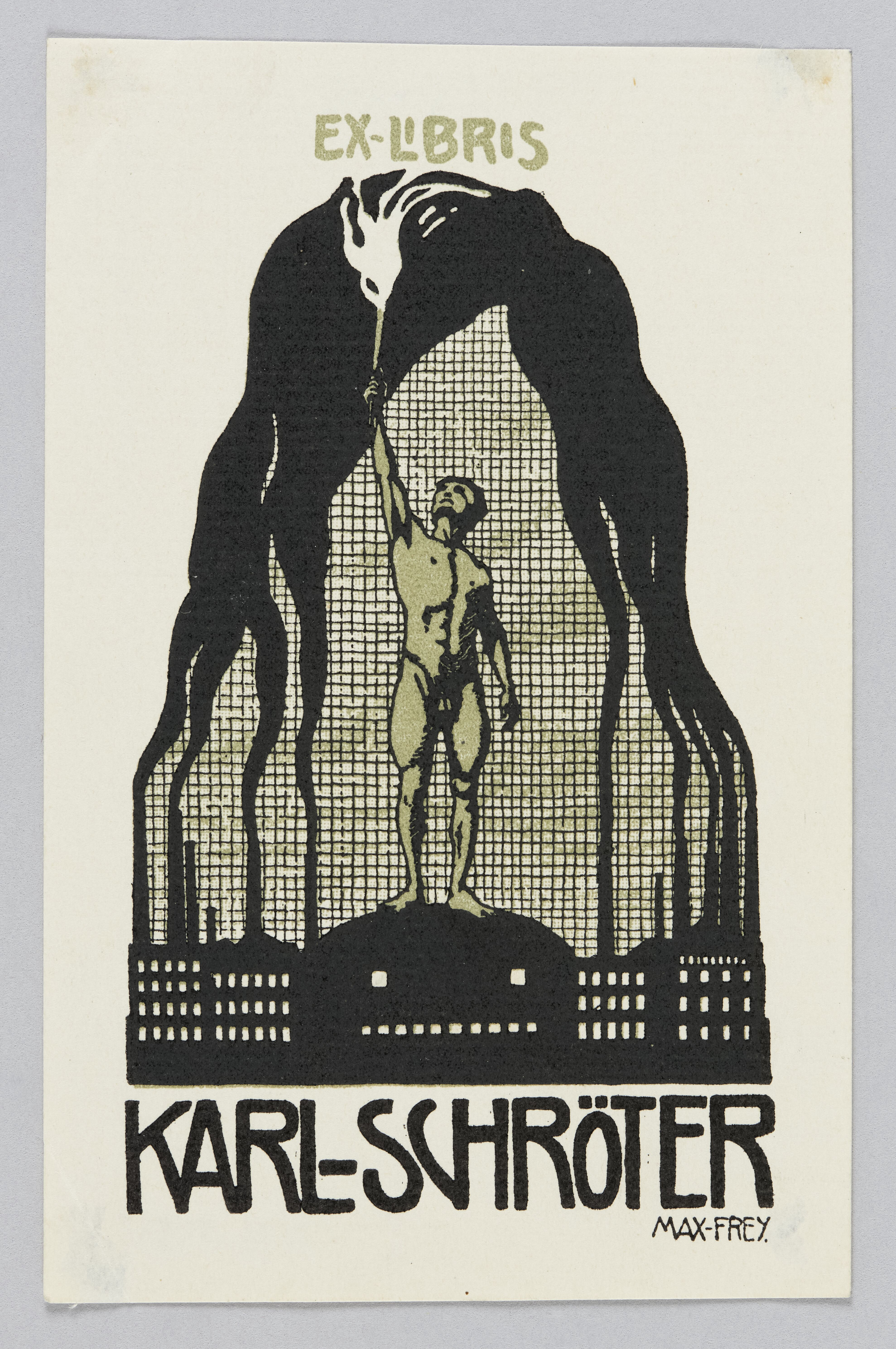
Ex Libris für Karl Schröter
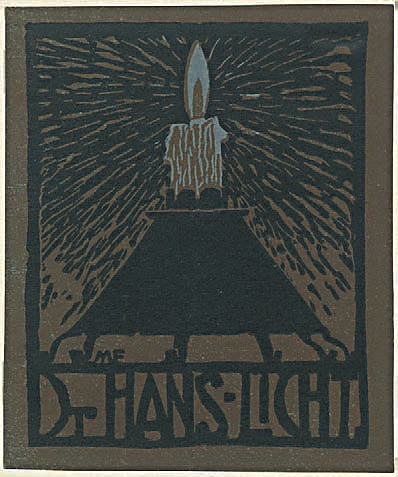
Max Frey, Ex Libris Dr. Hans Licht
Max Frey, Ex Libris Karl Stief
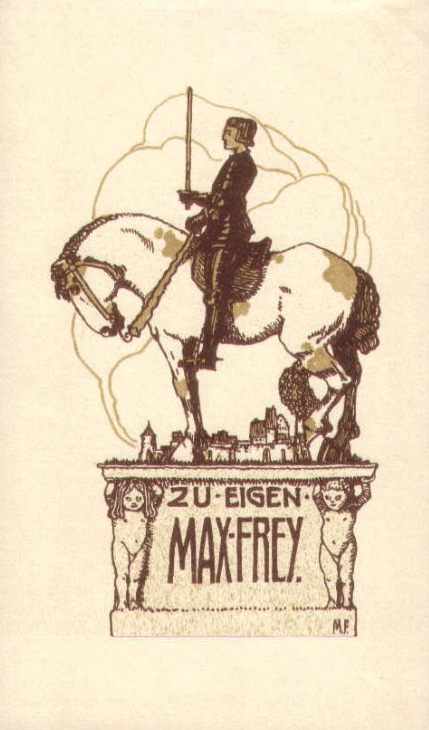
Ex Libris Max Frey, Eigenblatt
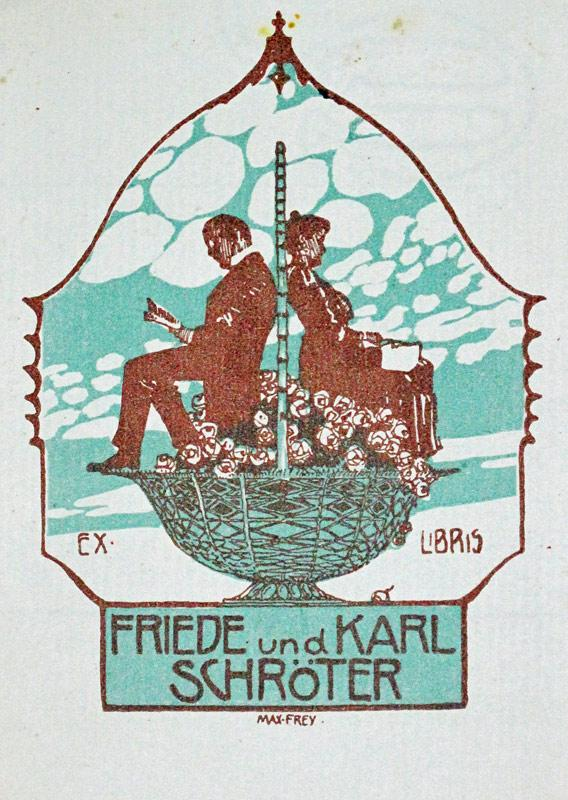
Ex Libris für Friede und Karl Schröter
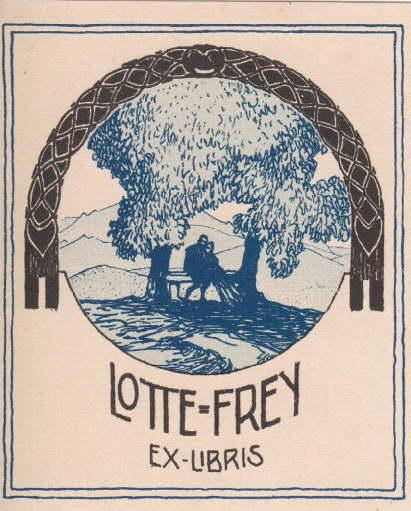
Ex Libris für seine Frau Anna Luise Ottilie Fanni „Lotte“ Frey
Ex Libris Max Frey, Eigenblatt

Plakate
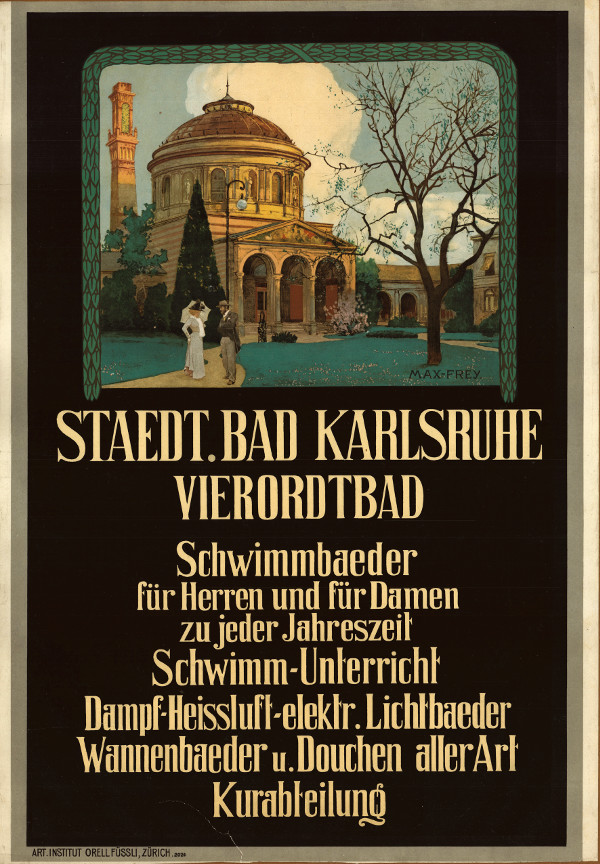
Plakat für das Städtische Vierortbad in Karlsruhe, um 1900
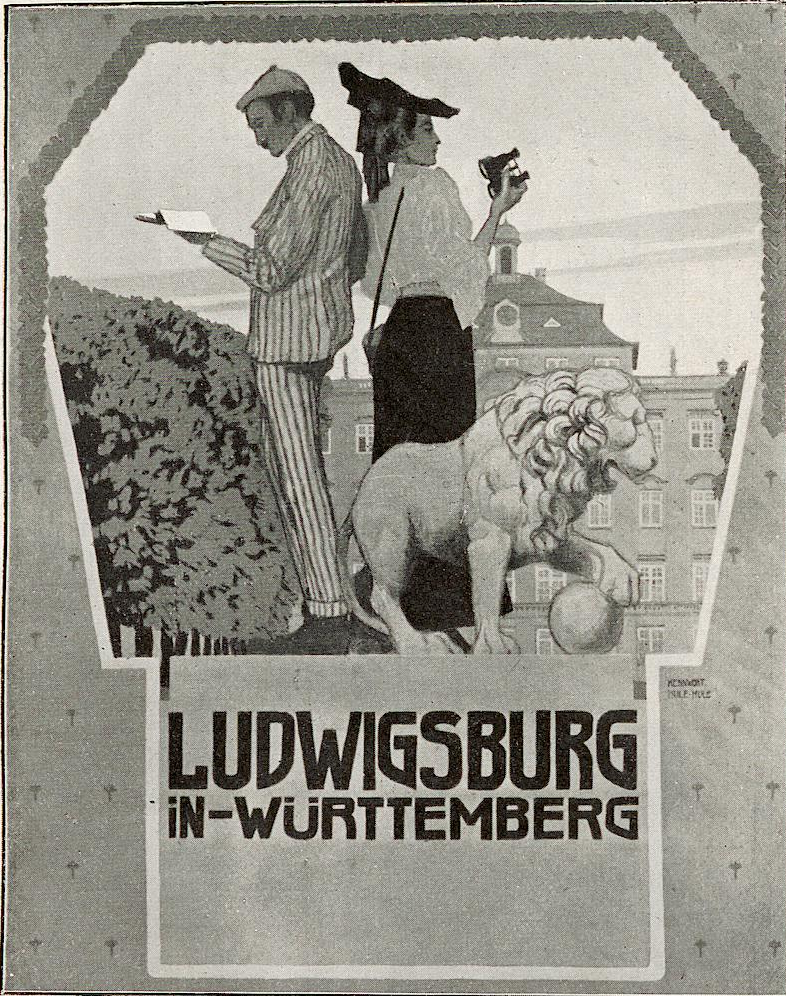
Entwurf für ein Plakat für die Stadt Ludwigsburg, 1906
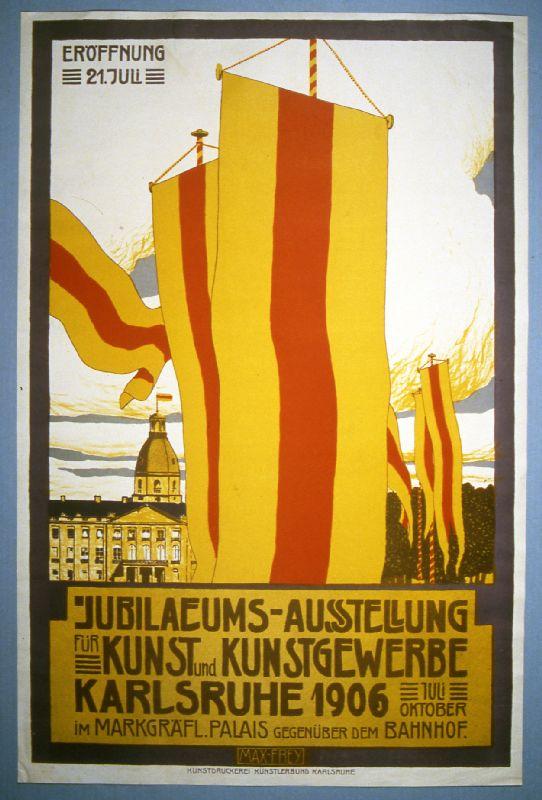
Plakat zur Jubiläums-Ausstellung für Kunst und Kunstgewerbe in Karlsruhe, 1906
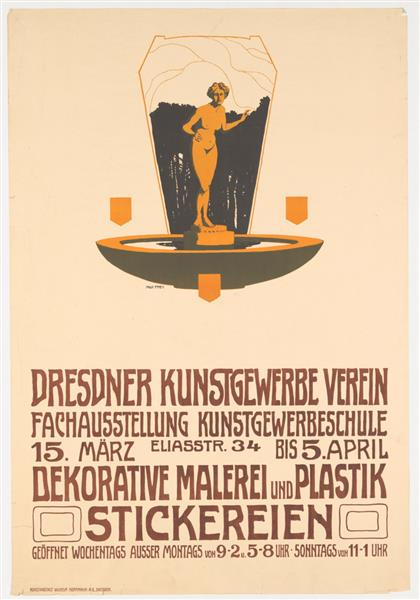
Plakat zur 1. Fachausstellung des Dresdner Kunstgewerbevereins, 1908
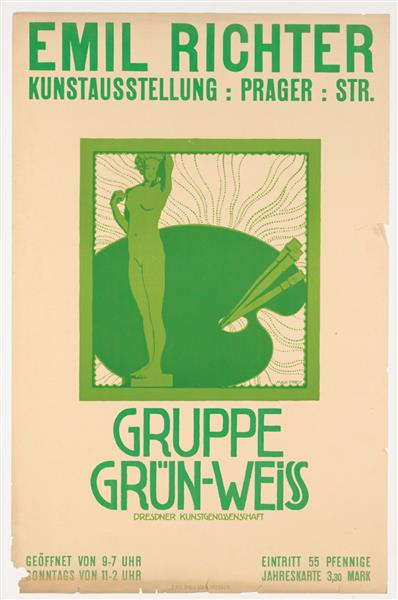
Plakat zur Ausstellung der Gruppe Grün-Weiß, 1910

Postkarten
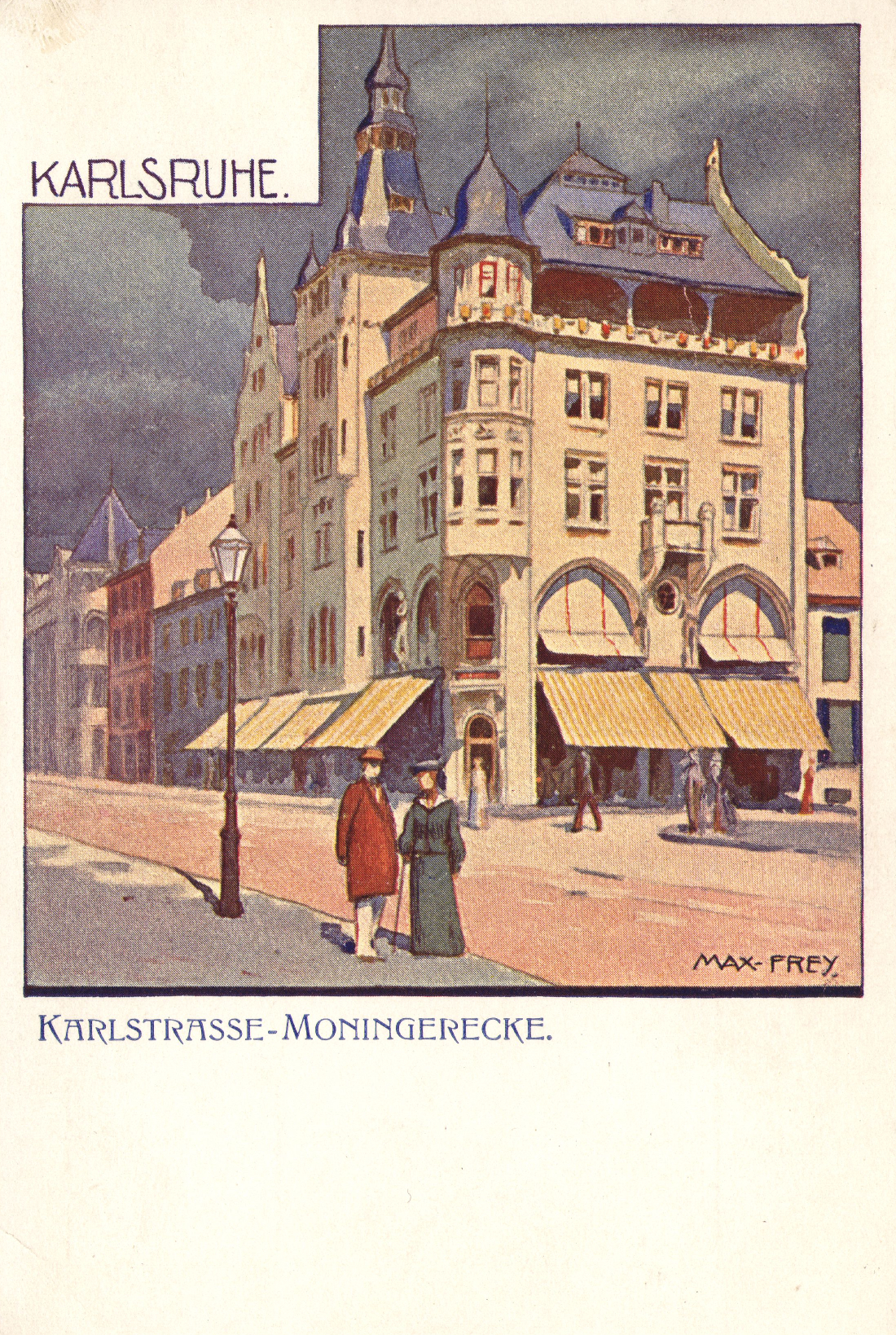
Postkarte, Karlstraße-Moningerecke in Karlsruhe, um 1900
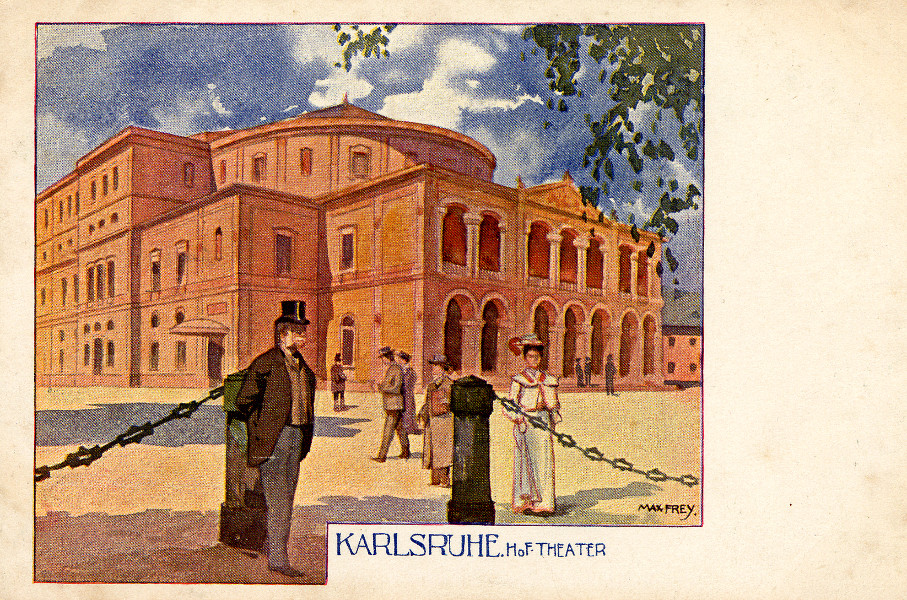
Postkarte, Hoftheater in Karlsruhe, um 1900
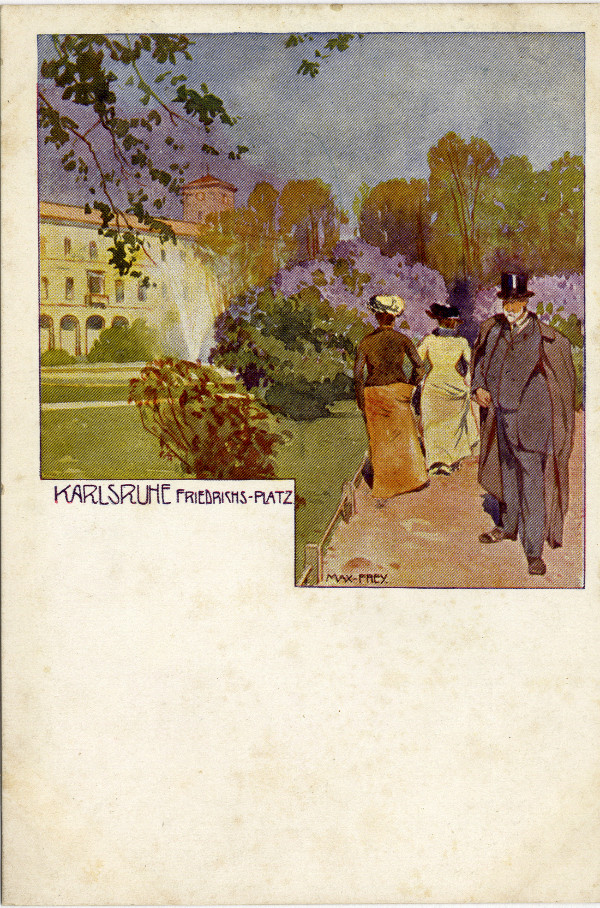
Postkarte, Friedrichsplatz Karlsruhe, um 1900
Postkarte, Jubiläums-Kunst-Ausstellung Karlsruhe 1902
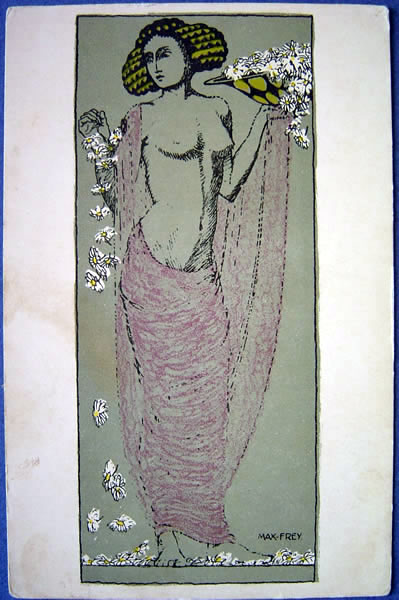
Postkarte, Gruß vom Dresdner Margarittentag, 1911
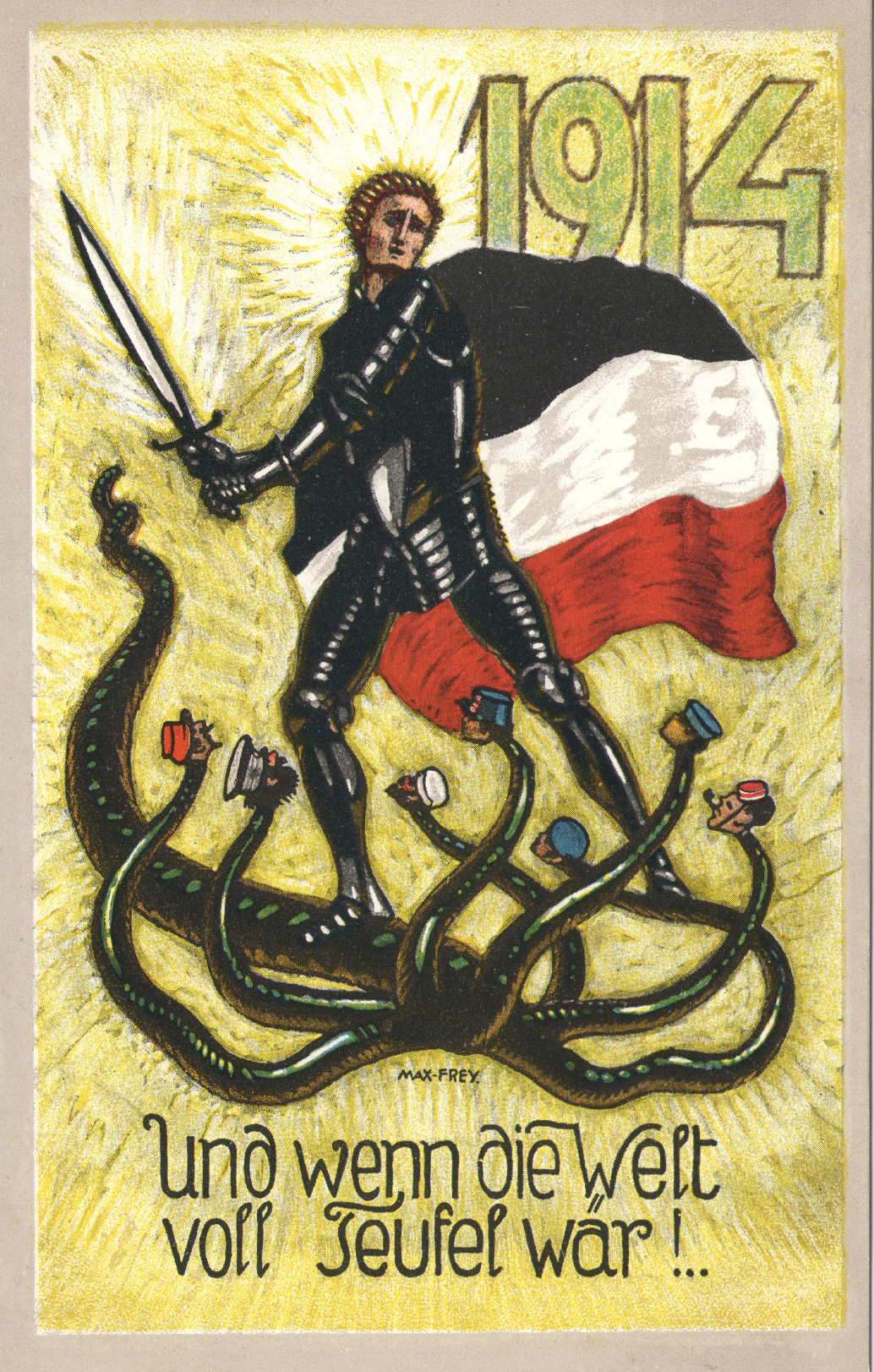
Propaganda-Postkarte zum Ersten Weltkrieg, 1914
Postkarte/Autograph an Felix Pfeifer (Vorderseite), 1920
Postkarte/Autograph an Felix Pfeifer (Rückseite), 1920

### Gemälde (Auswahl)
| Jahr          | Bild | Titel                                             | Größe                        | Material            | Bemerkungen |
| ------------- | ---- | ------------------------------------------------- | ---------------------------- | ------------------- | --- |
| 1896 ca.      |      | Herbst                                            |                              |                     | 1896 Ausstellung des Kunstvereins Karlsruhe. |
| 1898          |      | Titel unbekannt                                   | 65 cm × 50 cm                | Öl auf Leinwand     | Signiert und datiert links unten. |
| 1898 ca.      |      | Die Mühle                                         |                              | Öl                  | 1898 Münchener Jahres-Ausstellung. Signiert rechts unten. |
| 1898 ca.      |      | Frühlingsnacht                                    |                              | Öl                  | 1898 Münchener Jahres-Ausstellung. |
| 1899 ca.      |      | Auf Regen folgt Sonnenschein                      |                              | Öl                  | 1899 Münchener Jahres-Ausstellung. |
| 1899 ca.      |      | Vorfrühling                                       |                              | Öl                  | 1899 Münchener Jahres-Ausstellung. 1901 Badischer Kunstverein. 1902 Heidelberger Kunstverein. |
| 1899 ca.      |      | An der Brücke                                     |                              | Öl                  | 1899 Deutsche Kunstausstellung Dresden, 1900 Münchener Jahres-Ausstellung, 1902 Deutsch-Nationale Kunst-Ausstellung Düsseldorf. |
| 1899 ca.      |      | Abend auf der Messe                               |                              |                     | 1899 Deutsche Kunstausstellung Dresden. |
| 1899 ca.      |      | Messe                                             |                              |                     | 1899 Deutsche Kunstausstellung Dresden. |
| 1900          |      | Stiller Winkel                                    | 74 cm × 64 cm                | Öl auf Leinwand     | Signiert und datiert unten rechts. 1900 Münchener Jahres-Ausstellung. Fantasielandschaft mit hohen, steilen Felswänden, Schafherde bei einem Gewässer, auf einem Felsvorsprung ein Schalmei blasender Hirte.                                           |
| 1900 ca.      |      | Spaziergänger im Wald                             | 38,5 cm × 31 cm              | Öl auf Karton       | Signiert. |
| 1900          |      | Titel unbekannt (Villa am See)                    | 31,5 cm × 43 cm              | Öl auf Karton       | Links unten signiert und datiert. |
| 1901          |      | Titel unbekannt                                   | 95 cm × 74 cm                | Öl auf Leinwand     | Rechts unten signiert und datiert. |
| 1901 ca.      |      | Abenddämmerung                                    |                              |                     | 1901 Badischer Kunstverein. Regennasse Straße mit sich spiegelnden Gaslaternen. |
| 1901 ca.      |      | Ein altes Nest                                    |                              |                     | 1901 Große Berliner Kunstausstellung, 1902 Deutsch-Nationale Kunst-Ausstellung Düsseldorf. |
| 1901 ca.      |      | Wintertag                                         |                              |                     | 1901 Große Berliner Kunstausstellung. |
| 1901 ca.      |      | Bach im Winter                                    |                              |                     | 1902 Heidelberger Kunstverein. |
| 1901 ca.      |      | Winterlandschaft                                  | 41 cm × 29 cm                | Öl auf Pappe        | Rechts unten signiert. Nicht betitelt. |
| 1901 ca.      |      | Frühling im Walde                                 |                              | Öl                  | 1901 Große Berliner Kunstausstellung, 1902 Münchener Jahres-Ausstellung. |
| 1901          |      | Winter an der Alb                                 |                              |                     | Gelistet und rot gekennzeichnet im Werkverzeichnis 1901–1915. |
| 1901          |      | Mondschein in Dillsberg                           |                              |                     | Gelistet im Werkverzeichnis 1901–1915. |
| 1902          |      | Blick auf Durlach                                 |                              |                     | 1902 Jübiläumsausstellung in Karlsruhe, 1903 Münchener Jahres-Ausstellung. Gelistet im Werkverzeichnis 1901–1915. |
| 1902          |      | Durlach Gärtnerei                                 |                              | Öl                  | 1902 Münchener Jahres-Ausstellung. Gelistet im Werkverzeichnis 1901–1915. |
| 1902          |      | Frühlingstag                                      |                              | Öl                  | 1902 Münchener Jahres-Ausstellung, 1905 Jahres-Ausstellung im Künstlerhaus Wien. Gelistet im Werkverzeichnis 1901–1915. |
| 1902 ca.      |      | Ruine                                             |                              | Öl                  | 1902 Münchener Jahres-Ausstellung. Gelistet im Werkverzeichnis 1901–1915 als Ruine Hohkönigsburg. |
| 1902 ca.      |      | Markdorf                                          |                              | Öl                  | 1902 Münchener Jahres-Ausstellung. |
| 1902          |      | Winterabend (Schwimmschulalle[e])                 |                              |                     | 1904 Heidelberger Kunstverein. Gelistet im Werkverzeichnis 1901–1915. |
| 1903          |      | Letzte Strahlen                                   |                              |                     | Gelistet im Werkverzeichnis 1901–1915. |
| 1903          |      | Abend am See                                      |                              |                     | Gelistet im Werkverzeichnis 1901–1915. |
| 1903          |      | Kirche in Seefelden                               |                              | Öl                  | 1904 Münchener Jahres-Ausstellung. Gelistet im Werkverzeichnis 1901–1915. |
| 1903          |      | Felsenlandschaft                                  |                              |                     | Gelistet und rot gekennzeichnet im Werkverzeichnis 1901–1915. |
| 1903 ca.      |      | Die Überfahrt Venezia-Chioggia                    | 29,2 cm × 40 cm              | Aquarell auf Karton | Signiert unten rechts. Rückseitiger Aufkleber „Die Überfahrt Venezia–Chioggia“. 1903 Münchener Jahres-Ausstellung. |
| 1903 ca.      |      | Marktplatz in Besigheim                           |                              | Öl                  | 1903 Münchener Jahres-Ausstellung, 1904 Jahres-Ausstellung im Künstlerhaus Wien. |
| 1903 ca.      |      | Sonniger Tag                                      |                              | Tempera             | 1903 Münchener Jahres-Ausstellung. |
| 1904 ca.      |      | Herbsttag                                         |                              |                     | 1904 Heidelberger Kunstverein. |
| 1904 ca.      |      | Gewitterabend                                     |                              |                     | 1904 Heidelberger Kunstverein. |
| 1904 ca.      |      | Überlingen                                        |                              | Öl                  | 1904 Münchener Jahres-Ausstellung. |
| 1904          |      | Siegmaringen                                      |                              |                     | Gelistet im Werkverzeichnis 1901–1915. |
| 1904          |      | Liebespaar                                        |                              |                     | Gelistet im Werkverzeichnis 1901–1915. |
| 1905 ca.      |      | Frankfurt/Abend am Fluss                          | 71,5 cm × 101 cm             | Öl auf Leinwand     | Signiert links unten. Rückseitig betitelt „Frankfurt“, Ausstellungsetikett des Thüringer Ausstellungsvereins bildender Künstler in Weimar. |
| 1905 ca.      |      | Die Schirn zu Frankfurt am Main                   | 106 cm × 76 cm               | Leinwand            | Signiert. Die Schirn war damals das Zentrum der dichtbesiedelten Altstadt in Frankfurt. |
| 1905 ca.      |      | Dächer im Regen                                   |                              | Aquarell            | 1905 Thüringer Ausstellungsverein bildender Künstler in Jena. |
| 1905 ca.      |      | Abend am Kaiserplatz                              |                              |                     | 1905 Thüringer Ausstellungsverein bildender Künstler in Jena. |
| 1905          |      | Frühlingsmorgen                                   |                              |                     | Gelistet im Werkverzeichnis 1901–1915. |
| 1905          |      | Die Hexe                                          |                              |                     | Gelistet im Werkverzeichnis 1901–1915. |
| 1905          |      | Der Mann mit den Siebenmeilenstiefeln             |                              |                     | Gelistet im Werkverzeichnis 1901–1915. |
| 1906          |      | Im Januar                                         |                              | Öl                  | 1906 Deutsche Kunstausstellung in Köln. Gelistet im Werkverzeichnis 1901–1915. |
| 1906 ca.      |      | Im Frühjahr                                       |                              | Öl                  | 1906 Jübiläumsausstellung in Karlsruhe. |
| 1906          |      | Hochwasser                                        |                              | Öl                  | 1906 Jübiläumsausstellung in Karlsruhe. Gelistet im Werkverzeichnis 1901–1915. |
| 1906          |      | Regenbogen                                        |                              |                     | Gelistet und rot gekennzeichnet im Werkverzeichnis 1901–1915. |
| 1907          |      | Nach dem Gewitter                                 |                              |                     | Gelistet im Werkverzeichnis 1901–1915. |
| 1907          |      | Am See (Meersburg)                                |                              |                     | Gelistet im Werkverzeichnis 1901–1915. |
| 1908          |      | Messe in Dresden                                  |                              |                     | Gelistet im Werkverzeichnis 1901–1915. |
| 1908          |      | Mondnacht in Wetzlar                              |                              |                     | Gelistet im Werkverzeichnis 1901–1915. |
| 1908 ca.      |      | Wetzlar im Schnee                                 | 59,1 × 79,1 cm               | Pinselzeichnung     | |
| 1908          |      | Morgennebel an der Elbe                           |                              |                     | Gelistet und rot gekennzeichnet im Werkverzeichnis 1901–1915. |
| 1908          |      | Gebet des Ritters                                 |                              | Tempera             | Gelistet im Werkverzeichnis 1901–1915. |
| 1909          |      | Vorfrühling                                       |                              |                     | 1910 Deutsche Kunstausstellung in Baden-Baden. Gelistet im Werkverzeichnis 1901–1915. |
| 1909          |      | Quelle                                            |                              |                     | 1909 Erste Kunstausstellung im Künstlerhaus in Dresden. Gelistet im Werkverzeichnis 1901–1915. |
| 1909          |      | Im Zwielicht (Rathausumbau in Dresden)            |                              |                     | 1909 Erste Kunstausstellung im Künstlerhaus in Dresden. Gelistet im Werkverzeichnis 1901–1915. |
| 1909          |      | Sonniger Herbstmorgen (Reinhardtsdorf)            |                              |                     | 1910 Ausstellung der Gruppe Grün-Weiß in Dresden. Gelistet im Werkverzeichnis 1901–1915. |
| 1909          |      | Im Zwielicht (Rathausumbau in Dresden)            |                              |                     | 1909 Erste Kunstausstellung im Künstlerhaus in Dresden. Gelistet im Werkverzeichnis 1901–1915. |
| 1910          |      | Sonnenuntergang                                   | 59 cm × 48 cm                | Öl auf Holz         | Signiert rechts unten. Sammlung Menz. |
| 1910 ca.      |      | Dächer (Amsterdam)                                |                              |                     | 1910 Ausstellung der Gruppe Grün-Weiß in Dresden. |
| 1910          |      | Weiden im Vorfrühling                             |                              |                     | 1910 Ausstellung der Gruppe Grün-Weiß in Dresden. Gelistet und rot gekennzeichnet im Werkverzeichnis 1901–1915. |
| 1910 ca.      |      | Rosen und Reiter                                  |                              |                     | 1910 Ausstellung der Gruppe Grün-Weiß in Dresden. |
| 1910          |      | Jahrmarkt (Schwebebahn)                           |                              |                     | 1910 Ausstellung der Gruppe Grün-Weiß in Dresden. Gelistet und rot gekennzeichnet im Werkverzeichnis 1901–1915. |
| 1910 ca.      |      | Kapuziner                                         |                              |                     | 1910 Ausstellung der Gruppe Grün-Weiß in Dresden. |
| 1910 ca.      |      | Windmühle                                         |                              | Holzschnitt         | 1910 Ausstellung der Gruppe Grün-Weiß in Dresden, 1911 Badischer Kunstverein und 1912 Große Dresdner Kunstausstellung. |
| 1910 ca.      |      | Sommertag                                         |                              |                     | 1910 Deutsche Kunstausstellung in Baden-Baden, 1911 Dresdner Kunstausstellung. 1914 Ausstellung „Dresdner Künstlergruppe 1913“, Galerie Ernst Arnold.                                                                                                  |
| 1911 ca.      |      | Haus im Schnee                                    |                              |                     | |
| 1911          |      | Flucht nach Ägypten                               |                              | Öl                  | 1911 Ausstellung des Badischen Kunstvereins in Karlsruhe, 1911 Große Berliner Kunstausstellung, 1912 Große Dresdner Kunstausstellung. Gelistet und rot gekennzeichnet im Werkverzeichnis 1901–1915.                                                    |
| 1911 ca.      |      | Aus Lekkerkerk                                    |                              |                     | 1911 Ausstellung des Badischen Kunstvereins in Karlsruhe, 1913 Große Aquarell-Ausstellung in Dresden. |
| 1911          |      | Abend nach dem Regen (Windmühle)                  |                              | Öl                  | 1911 Ausstellung des Badischen Kunstvereins in Karlsruhe, 1912 an der Große Dresdner Kunstausstellung. Gelistet im Werkverzeichnis 1901–1915. |
| 1911 ca.      |      | Vorstadtgarten im Schnee                          |                              | Aquarell            | 1911 Große Aquarell-Ausstellung in Dresden. |
| 1911          |      | Am Klavier                                        |                              |                     | Gelistet im Werkverzeichnis 1901–1915. |
| 1911 ca.      |      | Morgennebel                                       | 77 cm × 71 cm                | Öl auf Sperrholz    | Signiert rechts unten. Rückseitig betitelt mit Zusatz Dresden und vermerkt „11“. |
| 1911 ca.      |      | Landungssteg                                      | 55,5 cm × 62,5 cm            | Öl auf Leinwand     | Signiert rechts unten, rückseitig bezeichnet und signiert. |
| 1912          |      | Der Allerhalter                                   | 75 cm × 101,5 cm             | Öl auf Leinwand     | 1912 Große Dresdner Kunstausstellung. Signiert links unten. Gelistet und rot gekennzeichnet im Werkverzeichnis 1901–1915. |
| 1912          |      | Sonntagmorgen (Brücke)                            |                              | Öl                  | 1912 Große Dresdner Kunstausstellung. Gelistet und rot gekennzeichnet im Werkverzeichnis 1901–1915. |
| 1912          |      | Im Nebel                                          |                              | Aquarell            | 1914 Große Berliner Kunstausstellung. Gelistet und rot gekennzeichnet im Werkverzeichnis 1901–1915. |
| 1912          |      | Scheweninger Badekarren                           |                              | Reiseskizze         | Reise nach Holland 1912. |
| 1913 ca.      |      | Felsenbrücke                                      | 70,5 cm × 70,5 cm            | Öl auf Sperrholz    | Links unten signiert. Rückseitig betitelt und vermerkt „13“. |
| 1913 ca.      |      | Der Postwagen                                     | 48,1 cm × 56 cm              | Farblithographie    | In Blei unten rechts signiert „Max Frey“ und nochmals unten rechts in der Darstellung. Ebenso in Blei unten links bezeichnet „Vorzeigedruck“. |
| 1913          |      | Der Postwagen                                     |                              | Tempera             | Gelistet und rot gekennzeichnet im Werkverzeichnis 1901–1915. |
| 1913          |      | Klatschweiber                                     |                              | Tempera             | Gelistet im Werkverzeichnis 1901–1915. |
| 1913          |      | Werft                                             |                              |                     | Gelistet und rot gekennzeichnet im Werkverzeichnis 1901–1915. |
| 1913 ca.      |      | Werft an der Elbe                                 |                              |                     | 1914 Ausstellung „Dresdner Künstlergruppe 1913“, Galerie Ernst Arnold. |
| 1913 ca.      |      | Osternothafen                                     |                              |                     | 1914 Ausstellung „Dresdner Künstlergruppe 1913“, Galerie Ernst Arnold. Osternothafen (Chorzelin) war ein Seebad auf der Insel Wolin. |
| 1913 ca.      |      | Abend auf dem Schillerplatz                       |                              |                     | 1914 Ausstellung „Dresdner Künstlergruppe 1913“, Galerie Ernst Arnold. |
| 1913 ca.      |      | Markt in Oger                                     |                              |                     | 1914 Ausstellung „Dresdner Künstlergruppe 1913“, Galerie Ernst Arnold. |
| 1913 ca.      |      | An der Oger                                       |                              |                     | 1914 Ausstellung „Dresdner Künstlergruppe 1913“, Galerie Ernst Arnold. |
| 1913 ca.      |      | Bäume auf der Wiese                               |                              |                     | 1914 Ausstellung „Dresdner Künstlergruppe 1913“, Galerie Ernst Arnold. |
| 1913 ca.      |      | Gerokstrasse im Frühjahr                          |                              |                     | 1914 Ausstellung „Dresdner Künstlergruppe 1913“, Galerie Ernst Arnold. |
| 1913          |      | Gerokstrasse im Herbst                            |                              |                     | Gelistet im Werkverzeichnis 1901–1915. |
| 1914 ca.      |      | Gerokstrasse im Winter                            |                              |                     | 1914 Ausstellung „Dresdner Künstlergruppe 1913“, Galerie Ernst Arnold. |
| 1914          |      | Salzgasse (Dresden) im Schne[e]                   | 36,5 cm × 38,5 cm            | Öl auf Leinwand     | Signiert und datiert links unten. Gelistet unter 1913 im Werkverzeichnis 1901–1915. |
| 1914          |      | Salzgasse (Dresden) im Regen                      | 33 cm × 44,5 cm              | Öl auf Leinwand     | Signiert und datiert links unten. Auf dem Keilrahmen unten rechts in Blei bezeichnet "Das Bild hing im Atelier M. Frey in der Güntzstr. 34 II. Stock neben Prof. Baranowsky". Gelistet und rot gekennzeichnet unter 1913 im Werkverzeichnis 1901–1915. |
| 1914          |      | Titel unbekannt                                   |                              |                     | Signiert und datiert links unten. |
| 1914          |      | Ruhe auf der Flucht                               | 79,5 cm × 79 cm              | Öl auf Leinwand     | Signiert links unten. Rückseitig bezeichnet und betitelt. 1914 Ausstellung „Dresdner Künstlergruppe 1913“, Galerie Ernst Arnold. Gelistet im Werkverzeichnis 1901–1915.                                                                                |
| 1914          |      | Lebensabend                                       |                              |                     | 1914 Ausstellung „Dresdner Künstlergruppe 1913“, Galerie Ernst Arnold. Gelistet und rot gekennzeichnet im Werkverzeichnis 1901–1915. |
| 1914          |      | Siegfried                                         |                              |                     | 1914 Ausstellung „Dresdner Künstlergruppe 1913“, Galerie Ernst Arnold. Gelistet und rot gekennzeichnet im Werkverzeichnis 1901–1915. |
| 1914 ca.      |      | Frühlingsmorgen                                   | 38,5 cm × 36 cm              | Gouache auf Karton  | 1914 Große Berliner Kunstausstellung. Links unten signiert. |
| 1914 ca.      |      | Die blaue Fahne                                   |                              | Aquarell            | 1914 Große Berliner Kunstausstellung. |
| 1915          |      | Müde                                              |                              |                     | Gelistet im Werkverzeichnis 1901–1915. |
| 1915          |      | Rast                                              |                              |                     | Gelistet und rot gekennzeichnet im Werkverzeichnis 1901–1915. |
| 1915          |      | Heilige Familie                                   |                              |                     | Gelistet und rot gekennzeichnet im Werkverzeichnis 1901–1915. |
| 1915          |      | Järmannshütten                                    |                              |                     | Gelistet und rot gekennzeichnet im Werkverzeichnis 1901–1915. |
| 1916 ca.      |      | Mühe                                              |                              | Öl                  | 1916 Dresdner Kunstausstellung. |
|               |      | Abendkonzert                                      | 44,5 cm × 50 cm              | Öl auf Sperrholz    | Signiert links unten „M. Frey“, rückseitig betitelt „Abendkonzert“. |
|               |      | Anno Dazumal                                      | 67,5 cm × 67,6 cm            | Öl auf Sperrholz    | Signiert links unten „Max Frey“, rückseitig bezeichnet und betitelt „Max Frey. Dresden. Anno Dazumal“. |
| 1919 ca.      |      | Auf der Gartenmauer                               | 45 cm × 62,5 cm              | Öl auf Leinwand     | Signiert rechts unten. Auf dem Keilrahmen betitelt. Rückseite Etikett der Galerie Commeter, Hamburg. |
|               |      | Auf der Mauer                                     | 70,5 cm × 70,5 cm            | Öl                  | Signiert rechts unten. Rückseitig bezeichnet und betitelt. Zusatz „Dresden“. |
|               |      | Rast                                              | 70 cm × 71 cm                | Öl auf Sperrholz    | Signiert links unten. Rückseitig bezeichnet und betitelt. |
|               |      | Auf der Wanderung                                 | 19 cm × 20 cm                | Öl auf Sperrholz    | Signiert rechts unten. Rückseitig betitelt. |
|               |      | Hinaus ins Freie                                  | 70 cm × 70 cm                | Öl auf Sperrholz    | Signiert links unten. Rückseitig bezeichnet und betitelt. Zusatz „Dresden“. |
|               |      | Stimmen des Frühlings                             | 71 cm × 71 cm                | Öl                  | Signiert links unten. Rückseitige Betitelung. |
| 1920 ca.      |      | Der Querpfeiffer                                  |                              |                     | |
| 1920 ca.      |      | Titel unbekannt (Musikant in der Laube)           | 32,6 cm × 25 cm              | Öl auf Sperrholz    | Signiert links unten. |
| 1920 ca.      |      | Morgen muss ich fort von hier / Waldhornist       | 70 cm × 70 cm                | Öl auf Sperrholz    | Signiert links unten. Rückseitig betitelt „Morgen muss ich fort von hier“. |
|               |      | Ostermorgen                                       | 70 cm × 70 cm                | Öl auf Sperrholz    | Signiert rechts unten. Rückseitig betitelt und bezeichnet mit Zusatz „Dresden“. Stempel der Kunsthandlung Heinrich Kalide, Berlin W 8 Friedrichstrasse 173.                                                                                            |
|               |      | Pappeln im Frühling                               | 38,7 cm × 36,2 cm            |                     | Signiert links unten. Rückseite Reste eines Etiketts der Großen Berliner Kunstausstellung. |
| 1921 ca.      |      | Wolken                                            |                              | Öl                  | 1921 Dresdner Kunstausstellung. |
| 1921 ca.      |      | Über Felder                                       |                              | Öl                  | 1921 Dresdner Kunstausstellung. |
| 1921 ca.      |      | Arbeitspause                                      | 70,5 cm × 70,5 cm            | Öl auf Sperrholz    | 1921 Dresdner Kunstausstellung. Rückseitig bezeichnet und betitelt. Zusatz „Dresden“. |
| 1922 ca.      |      | Kurze Rast                                        |                              |                     | 1922 Dresdner Kunstausstellung. |
| 1922 ca.      |      | Ohne Titel                                        | 70 cm × 70 cm                |                     | Signiert links unten. Rückseitig vermerkt in Blau „22“. |
| 1923 ca.      |      | Aprilwetter                                       |                              | Öl                  | 1923 Dresdner Kunstausstellung. |
| 1924 ca.      |      | Brautschiff                                       | 70,5 cm × 70,5 cm            | Öl auf Sperrholz    | Signiert rechts unten. Rückseitig betitelt. Rückseitig vermerkt in Blau „24“. |
| 1925 ca.      |      | Wunderwald / Im Wunderwald/ Der Wunderwald        | 70 cm × 70 cm                | Öl auf Karton       | 1925 Dresdner Kunstausstellung. 1926 Sonderausstellung Galerie Remmler. Signiert links unten. |
| 1926 ca.      |      | Liebesglück                                       |                              |                     | 1926 Kunsthandlung Max Sinz in Dresden. |
| 1926 ca.      |      | Liebesfrühling                                    |                              |                     | 1926 Kunsthandlung Max Sinz in Dresden. |
| 1926 ca.      |      | Ich gratuliere                                    |                              |                     | 1926 Sonderausstellung Galerie Remmler. |
| 1926 ca.      |      | Glückwünsche                                      |                              |                     | 1926 Sonderausstellung Galerie Remmler. |
| 1926 ca.      |      | Abend im Park                                     |                              |                     | 1926 Sonderausstellung Galerie Remmler. |
| 1926 ca.      |      | Faust und Erdgeist                                |                              |                     | 1926 Sonderausstellung Galerie Remmler. |
| 1926 ca.      |      | Am Markt                                          |                              |                     | 1926 Sonderausstellung Galerie Remmler. |
| 1926 ca.      |      | Heimwärts                                         |                              |                     | 1926 Sonderausstellung Galerie Remmler. |
| 1926 ca.      |      | Seifenblasen                                      |                              |                     | 1926 Sonderausstellung Galerie Remmler. |
| 1926 ca.      |      | Sonne                                             |                              |                     | 1926 Sonderausstellung Galerie Remmler. |
| 1926 ca.      |      | Vor dem Städtchen                                 |                              |                     | 1926 Sonderausstellung Galerie Remmler. |
| 1926 ca.      |      | Ausblick                                          |                              |                     | 1926 Sonderausstellung Galerie Remmler. |
| 1926 ca.      |      | Der Angler                                        |                              |                     | 1926 Sonderausstellung Galerie Remmler. |
| 1926 ca.      |      | Hinaus ins Freie                                  |                              |                     | 1926 Sonderausstellung Galerie Remmler. |
| 1926 ca.      |      | Mittag                                            |                              |                     | 1926 Sonderausstellung Galerie Remmler. |
| 1926 ca.      |      | Morgen                                            |                              |                     | 1926 Sonderausstellung Galerie Remmler. |
| 1926 ca.      |      | Der Landdoktor                                    |                              |                     | 1926 Sonderausstellung Galerie Remmler. |
| 1926 ca.      |      | Lang, lang ist's her                              |                              |                     | 1926 Sonderausstellung Galerie Remmler. |
| 1926 ca.      |      | Aufziehendes Gewitter                             |                              |                     | 1926 Sonderausstellung Galerie Remmler. |
| 1926 ca.      |      | Amor                                              |                              |                     | 1926 Sonderausstellung Galerie Remmler. |
| 1926 ca.      |      | Amor im Park                                      |                              |                     | 1926 Kunsthandlung Max Sinz in Dresden. |
| 1926 ca.      |      | Paradies                                          | 70,5 cm × 70,5 cm            | Öl auf Sperrholz    | Signiert rechts unten. Rückseitige Betitelung. Evtl. identisch mit dem 1926 unter gleichem Titel in der Kunsthandlung Max Sinz in Dresden ausgestelltem Werk.                                                                                          |
| 1926 ca.      |      | Paradies                                          | 70 cm × 70 cm                | Öl auf Sperrholz    | Signiert rechts unten. Rückseitige Betitelung. Evtl. identisch mit dem 1926 unter gleichem Titel in der Kunsthandlung Max Sinz in Dresden ausgestelltem Werk.                                                                                          |
| 1926 ca.      |      | Auf der Flucht                                    |                              |                     | 1926 Sonderausstellung Galerie Remmler (zwei unterschiedliche Bilder mit identischem Titel). |
| 1926 ca.      |      | Auf der Flucht                                    |                              |                     | 1926 Sonderausstellung Galerie Remmler (zwei unterschiedliche Bilder mit identischem Titel). |
| 1926 ca.      |      | Ein Lied                                          |                              |                     | 1926 Sonderausstellung Galerie Remmler. Links unten signiert. |
| 1926 ca.      |      | Papageno                                          |                              |                     | 1926 Sonderausstellung Galerie Remmler. |
| 1926 ca.      |      | Papagena                                          | 70 × 70 cm                   | Öl auf Sperrholz    | 1926 Kunsthandlung Max Sinz in Dresden. Rückseitig betitelt. |
| 1926 ca.      |      | Jagd                                              | 83 cm × 82 cm                | Öl auf Leinwand     | 1926 Kunsthandlung Max Sinz in Dresden. Signiert rechts unten. Rückseitig betitelt mit Zusatz „Dresden“. |
| 1926 ca.      |      | Ein Menschenpaar                                  | 70 cm × 70 cm                | Öl                  | 1926 Sonderausstellung Galerie Remmler. 1927 Dresdner Kunstausstellung. Signiert rechts unten. Rückseitig betitelt. |
| 1926 ca.      |      | Frühlingsahnen                                    | 89 cm × 76 cm                | Öl auf Leinwand     | 1926 Sonderausstellung Galerie Remmler. Links unten signiert, rückseitige Betitelung. |
| 1926 ca.      |      | Marias Traum                                      | 70 cm × 70 cm                | Öl auf Sperrholz    | 1926 Sonderausstellung Galerie Remmler. Signiert rechts unten. Rückseitig betitelt, Etikett der Galerie Remmler & Co. Leipzig: Nr. 5742. |
| 1926 ca.      |      | Entführung (der Desdemona)                        | 70 cm × 70 cm                | Öl auf Sperrholz    | 1926 Sonderausstellung Galerie Remmler. Signiert rechts unten. Rückseitig betitelt „Entführung“, Etikett der Galerie Remmler & Co. Leipzig: Nr. 5746.                                                                                                  |
| 1926 ca.      |      | Centaurin                                         | 70 cm × 70 cm                | Öl auf Sperrholz    | 1926 Sonderausstellung Galerie Remmler. Signiert links unten. Rückseitig betitelt, Etikett der Galerie Remmler & Co. Leipzig. |
| 1926 ca.      |      | Jagd der Prinzessin                               | 39 cm × 39 cm                | Öl auf Karton       | 1926 Sonderausstellung Galerie Remmler. Rechts unten visiert. Rückseitig betitelt „Jagd der Prinzessin“. Prinzessin in einer Sänfte auf dem Rücken eines Elefanten.                                                                                    |
| 1926 ca.      |      | Meerestiefe                                       | 70 cm × 70 cm                | Öl auf Sperrholz    | Signiert links unten. Rückseitig betitelt und vermerkt „26“. |
| 1927 ca.      |      | Mit der Dummheit kämpfen Menschen nicht vergebens | 70 cm × 70 cm                | Öl auf Sperrholz    | 1927 Dresdner Kunstausstellung. Signiert links unten. Rückseitig betitelt. |
|               |      | Ohne Titel                                        | 70 cm × 70 cm                | Öl auf Sperrholz    | Signiert rechts unten. |
|               |      | Diana                                             | 70 cm × 70 cm                | Öl auf Sperrholz    | Signiert links unten. |
|               |      | Diana auf der Jagd                                | 71 cm × 70 cm                | Öl auf Sperrholz    | Signiert links unten. Rückseitig betitelt. |
|               |      | Verfolgung                                        | 69 cm × 69 cm                | Öl auf Sperrholz    | Signiert links unten. Rückseitig betitelt. |
| 1927 ca.      |      | Madonna                                           |                              | Öl                  | 1927 Dresdner Kunstausstellung. |
| 1927 ca.      |      | Traumlandschaft                                   |                              | Öl                  | 1927 Dresdner Kunstausstellung. |
| 1927 ca.      |      | Wunderwald                                        | 51,5 cm × 38 cm              | Lithographie        | Links unten in der Platte M.F. Rechts unten handsigniert und Schenkungsvermerk Paul Groß, datiert „Febr(uar) 1928“. Rückseitig betitelt und Ausstellungsetikett: „Jahresschau Deutscher Arbeit Dresden 1927“.                                          |
| 1928 ca.      |      | Wunderwald                                        |                              | Aquarell            | Signiert links unten (hier Abbildung des Originals in einem Kunstdruck von 1928). |
| 1928 ca.      |      | Urwaldprinzessin                                  |                              |                     | 1928 Dresdner Kunstausstellung. Prinzessin am Boden sitzend vor Elefant. |
| 1930          |      | Geburt Pieta                                      | 70 cm × 70 cm                | Öl auf Sperrholz    | Signiert und datiert rechts unten. Rückseitige Betitelung. |
| 1930          |      | Träumender                                        | 70 cm × 70 cm                | Öl auf Sperrholz    | Signiert und datiert links unten. |
| 1930          |      | Titel unbekannt                                   | 70 cm × 70 cm                | Öl auf Sperrholz    | Signiert und datiert rechts unten. |
| 1930          |      | In Blumen                                         | 69,5 × 69 cm                 | Öl auf Sperrholz    | Signiert und datiert rechts oben. Rückseitige Betitelung. |
| 1930          |      | Titel unbekannt                                   | 70 cm × 70 cm                | Öl auf Sperrholz    | Signiert und datiert links oben. |
| 1930          |      | Poseidonstochter                                  | 70 cm × 70 cm                | Öl auf Sperrholz    | Signiert und datiert links unten. Rückseitig betitelt. |
| 1931          |      | Poseidon und Tochter                              | 70 cm × 70 cm                | Öl auf Sperrholz    | Signiert und datiert rechts unten. Auf der Rückseite auf altem Etikett betitelt „90. Poseidon u. Tochter“. |
| 1931          |      | Das Prinzesslein                                  | 70 cm × 70 cm                | Öl auf Sperrholz    | Signiert und datiert rechts unten. Auf der Rückseite betitelt. |
| 1931          |      | Wassergrund                                       | 70 cm × 70 cm                | Öl auf Sperrholz    | Signiert und datiert links unten. Auf der Rückseite betitelt. |
| 1931          |      | Wasserfee und Prinz                               | 70 cm × 70 cm                | Öl auf Sperrholz    | Signiert und datiert rechts unten. Auf der Rückseite betitelt. |
| 1931          |      | Winternachtstraum                                 | 70 cm × 70 cm                | Öl auf Sperrholz    | Signiert und datiert rechts unten. Auf der Rückseite betitelt. |
|               |      | Schlittenfahrt                                    | 40 cm × 70 cm                | Öl auf Sperrholz    | Signiert links unten. |
| 1931          |      | Maria in der Laube                                | 70 cm × 70 cm                | Öl auf Sperrholz    | Signiert und datiert links unten. Rückseitig betitelt auf Etikett. |
| 1931          |      | Der Frühling erwacht                              | 70 cm × 70 cm                | Öl auf Sperrholz    | Signiert und datiert links unten. Rückseitig betitelt. |
| 1931          |      | Titel unbekannt                                   | 70,5 cm × 70,5 cm            | Öl auf Sperrholz    | Signiert und datiert links unten. |
| 1931          |      | Träumerei unter Blättern                          | 70 cm × 70 cm                | Öl auf Sperrholz    | Signiert und datiert links unten. |
| 1931          |      | Das Wunder                                        | 70 cm × 70 cm                | Öl auf Sperrholz    | Signiert und datiert rechts unten. Rückseitig betitelt. |
| 1931          |      | Roter Vogel                                       | 70 cm × 70 cm                | Öl auf Sperrholz    | Signiert und datiert rechts unten. Rückseitig betitelt. |
| 1931 ca.      |      | Wandervögel                                       | 70 cm × 70 cm                | Öl auf Sperrholz    | Signiert rechts unten. Rückseitig betitelt. |
| 1931          |      | Tier und Mensch                                   | 70 cm × 70 cm                | Öl auf Sperrholz    | Signiert und datiert links unten. Rückseitig betitelt. |
| 1932          |      | Fliegende Jägerinnen                              | 70 cm × 70 cm                | Öl auf Sperrholz    | Signiert und datiert links unten. Rückseitig betitelt. |
| 1932          |      | Ohne Titel                                        | 70 cm × 70 cm                | Öl auf Sperrholz    | Signiert und datiert rechts unten. |
| 1932          |      | In der Höhle                                      | 70 cm × 70 cm                | Öl auf Sperrholz    | Signiert und datiert links unten. Rückseitig betitelt. |
| 1932          |      | Der Heilige und der Drache                        | 70 cm × 70 cm                | Öl auf Sperrholz    | Signiert und datiert rechts unten. Auf der Rückseite betitelt. |
| 1932          |      | Ritter Georg                                      | 70 cm × 70 cm                | Öl auf Sperrholz    | 1933 Dresdner Kunstausstellung. Signiert und datiert rechts unten. Auf der Rückseite betitelt. |
| 1932 ca.      |      | Ohne Titel                                        | 50 cm × 50 cm                | Öl auf Sperrholz    | |
| 1932          |      | Harfe                                             | 70 cm × 70 cm                | Öl auf Sperrholz    | 1933 Dresdner Kunstausstellung. Signiert und datiert rechts unten. Auf der Rückseite betitelt. |
| 1932          |      | Traum                                             | 70 cm × 70 cm                | Öl auf Sperrholz    | Signiert und datiert rechts unten. Rückseitige Betitelung. |
| 1933          |      | Der große Schatten                                | 70 cm × 70 cm                | Öl auf Sperrholz    | Signiert und datiert links oben. Rückseitig betitelt. |
| 1933          |      | Drachen – Jungfrau – Ritter                       | 70 cm × 70 cm                | Öl auf Sperrholz    | Signiert und datiert rechts unten. Rückseitig betitelt. |
| 1933          |      | Madonna im Dornbusch                              | 70 cm × 70 cm                | Öl auf Sperrholz    | Signiert und datiert links unten. Rückseitige Betitelung. |
| 1933          |      | Flucht in den Bergen                              | 70 cm × 70 cm                | Öl auf Sperrholz    | Signiert und datiert rechts unten. Rückseitige Betitelung. |
| 1933          |      | Die Heiligen Drei Könige                          | 70 cm × 70 cm                | Öl auf Sperrholz    | Signiert und datiert rechts unten. Rückseitige Betitelung. |
| 1933          |      | Flucht                                            | 70 cm × 70 cm                | Öl auf Sperrholz    | 1933 Dresdner Kunstausstellung. Signiert und datiert rechts unten. Rückseitige Betitelung. |
| 1933          |      | Flucht im Winter                                  | 70 cm × 70 cm                | Öl auf Sperrholz    | Signiert und datiert rechts unten. Rückseitige Betitelung. |
| 1933          |      | Auf der Flucht                                    | 50 cm × 50 cm                | Öl auf Sperrholz    | Signiert und datiert links unten. Rückseitige Betitelung. |
| 1933 ca.      |      | Der Sorgenmann                                    |                              |                     | 1933 Dresdner Kunstausstellung. |
| 1933 ca.      |      | Poseidon                                          |                              |                     | 1933 Dresdner Kunstausstellung. |
| 1930er ca.    |      | Selbst als Till Eulenspiegel                      | 70 cm × 70 cm                | Öl auf Sperrholz    | Signiert links unten. Rückseitig betitelt. Selbstporträt. Im Besitz des Till-Eulenspiegel-Museum Schöppenstedt |
| 1934          |      | Weiter! Aufwärts!                                 | 70 cm × 70 cm                | Öl auf Sperrholz    | Signiert und datiert rechts unten. Rückseitig betitelt. Selbstporträt 60-jährig. |
| 1934          |      | Lichtspenderin                                    | 70 cm × 70 cm                | Öl auf Sperrholz    | Signiert und datiert rechts unten. Rückseitig betitelt. |
|               |      | Parcival                                          | 70 cm × 70 cm                | Öl auf Sperrholz    | Signiert rechts unten. Rückseitig betitelt, Etikett der Kunstausstellung Gerstenberger Chemnitz. |
| 1934          |      | Der Sieger                                        | 70 cm × 70 cm                | Öl auf Sperrholz    | Signiert und datiert rechts unten. Rückseitig betitelt. |
| 1934          |      | Frühlingslied                                     | 70 cm × 70 cm                | Öl auf Sperrholz    | Signiert und datiert links unten. Rückseitig betitelt. |
| 1934          |      | Flucht über die Berge                             | 70 cm × 70 cm                | Öl auf Sperrholz    | Signiert und datiert rechts unten. Rückseitige Betitelung. |
|               |      | Titel unbekannt                                   | 15,5 cm × 15,5 cm            | Aquarell            | Signiert rechts unten. |
| 1934          |      | Madonna mit den Hasen                             | 70 cm × 70 cm                | Öl auf Sperrholz    | Signiert und datiert rechts unten. Rückseitige Betitelung. |
| 1935          |      | Der Engel                                         | 70 cm × 70 cm                | Öl auf Sperrholz    | Signiert und datiert links unten. Rückseitige Betitelung. |
| 1935          |      | Flucht mit Engel                                  | 71 cm × 71 cm                | Öl auf Sperrholz    | Signiert und datiert rechts unten. Rückseitige Betitelung. |
| 1935          |      | Adorant                                           | 70 cm × 70 cm                | Öl auf Sperrholz    | Signiert links unten. Rückseitig betitelt. |
| 1935          |      | Zwischen Himmel und Erde                          | 71 cm × 71 cm                | Öl auf Sperrholz    | Signiert und datiert links unten. Rückseitige Betitelung mit Zusatztitel „Der Engel zeigt den Weg“. |
| 1935          |      | Maria unter Weide                                 | 70 cm × 70 cm                | Öl auf Sperrholz    | Signiert und datiert links unten. Rückseitige Betitelung. |
| 1935          |      | Madonna                                           |                              |                     | Signiert und datiert links unten (hier Abbildung des Originals in einem Druck der 50er Jahre). |
| 1935 ca.      |      | Heilige Nacht                                     |                              |                     | |
| 1936          |      | Sankt Martin                                      | 70 cm × 70 cm                | Öl auf Sperrholz    | Signiert und datiert links unten. |
| 1936          |      | Maria reitet unterm Baldachin                     | 70 cm × 70 cm                | Öl auf Sperrholz    | Signiert und datiert links unten. Rückseitige Betitelung. |
| 1936          |      | Frühlingsbotin                                    | 70 cm × 70 cm                | Öl auf Sperrholz    | Signiert und datiert links unten. Rückseitig undeutlich betitelt auf Etikett. |
| 1938          |      | Annodazumal [Ballonflug]                          | 71 cm × 70 cm                | Öl auf Sperrholz    | Signiert und datiert rechts unten. Rückseitig betitelt „Annodazumal“. Frau in Ballonkorb stehend, Mann auf dem Rand balancierend. |
| 1938          |      | Ballonflug                                        | 70 cm × 70 cm                | Öl auf Sperrholz    | Signiert rechts unten. Datiert. Mann und Frau in Ballonkorb stehend. Links fliegender Kranich. |
| 1938          |      | Pflug und Spaten                                  | 70 cm × 70 cm                | Öl auf Sperrholz    | Signiert und datiert rechts unten. Rückseitig betitelt. |
| 1938          |      | Aufbau                                            | 69 cm × 69 cm                | Öl auf Sperrholz    | Signiert und datiert rechts unten. Rückseitig betitelt. |
| 1938 ca.      |      | Mutter und Kinder                                 | 70 cm × 70 cm                | Öl auf Sperrholz    | Signiert rechts unten. Rückseitig betitelt. |
| 1938          |      | Ohne Titel                                        | 70 cm × 70 cm                | Öl auf Sperrholz    | Signiert und datiert rechts unten. Rückseitig übermalte Betitelung „Im Urwald“. |
| 1939          |      | Hüter des Glücks                                  | 70 cm × 70 cm                | Öl auf Sperrholz    | Signiert links unten. Rückseitig vermerkt „39“. |
| 1939          |      | Ohne Titel                                        | 25 cm × 35 cm                | Öl auf Sperrholz    | Signiert und datiert rechts unten. |
| 1940          |      | Das Auge sieht den Himmel offen                   | 35 cm × 35 cm                | Öl auf Sperrholz    | Signiert und datiert rechts unten. Rückseitig betitelt. |
|               |      | Liebesfrieden                                     | 50 cm × 50 cm                | Öl auf Sperrholz    | Signiert links unten. Rückseitig betitelt. |
| 1940          |      | Familienglück                                     | 35 cm × 35 cm                | Öl auf Sperrholz    | Signiert und datiert rechts unten. Rückseitig betitelt. |
| 1941          |      | Das alte Bad Harzburg                             | 25 cm × 31 cm                | Aquarell            | Signiert und datiert rechts unten. Rückseitiger Aufkleber: „From The University Glasgow. Das alte Bad Harzburg gesehen von Norden.“ |
| 1942 ca.      |      | Der Schäfer                                       |                              | Öl                  | 1942 Braunschweiger Kunstausstellung. |
| 1942 ca.      |      | Am Bergabhang                                     |                              | Öl                  | 1942 Braunschweiger Kunstausstellung. |
| 1942 ca.      |      | Sommer                                            |                              | Öl                  | 1942 Braunschweiger Kunstausstellung. |
| 1942          |      | Die Perle                                         | 70 cm × 70 cm                | Öl auf Sperrholz    | Signiert und datiert links unten. Rückseitig betitelt. |
| 1942          |      | Da unten aber...                                  | 32 cm × 31 cm                | Öl auf Sperrholz    | 1943 Braunschweiger Kunstausstellung. Signiert und datiert links unten. Rückseitig betitelt. |
| 1942          |      | Luna                                              | 35 cm × 35 cm                | Öl auf Sperrholz    | Signiert und datiert rechts unten. Rückseitig betitelt. |
| 1943          |      | Friede                                            | 35 cm × 35 cm                | Öl auf Sperrholz    | Signiert und datiert links unten. Rückseitig betitelt. |
| 1943          |      | Reiter im Sturm                                   | 70 cm × 70 cm                | Öl auf Sperrholz    | Signiert und datiert links unten. Rückseitig betitelt. |
| 1943          |      | Glücksträume                                      | 38,7 cm × 36,2 cm            | Öl auf Sperrholz    | Signiert und datiert links unten. Rückseitig betitelt und mit „Max Frey“ bezeichnet. |
| 1943          |      | Harfenklänge                                      | 50 cm × 50 cm                | Öl auf Sperrholz    | Signiert und datiert links unten. Rückseitig betitelt und mit „Max Frey“ bezeichnet. |
| 1944          |      | Geburt der Venus (Motiv ohne Titel)               | 35 cm × 35 cm                | Öl auf Sperrholz    | Signiert und datiert links unten. |
| 1944          |      | Ohne Titel                                        | 35 cm × 35 cm                | Öl auf Sperrholz    | Signiert und datiert links unten. |
| 1944          |      | Burgenland                                        | 70 cm × 70 cm                | Öl auf Sperrholz    | Signiert und datiert links unten. Rückseitig betitelt. |
| 1937–44 ca.   |      | Ohne Titel                                        | 35 cm × 35 cm                | Öl auf Sperrholz    | Zugeschrieben. Nördlich von Bad Harzburg: Blick vom „Horn“ auf die Nordseite des dem Harz vorgelagerten Butterberges, dahinter die ersten Harz-Berge östlich von Harzburg                                                                              |
|               |      | Ohne Titel                                        | 35 cm × 35 cm                | Öl auf Sperrholz    | Zugeschrieben. |
|               |      | Aufsteigender Ikarus                              | 70 cm × 70 cm                | Öl auf Sperrholz    | Unsigniert. |
|               |      | Alter Mann                                        | 15,8 × 14,8 (25)             | Linoleumschnitt     | Mehrfarbig, 25 Exemplare. Gelistet im Werkverzeichnis 1901–1915. |
| 1906–1915 ca. |      | Am Landgraben in den Gruna                        | 23,0 × 32,5 (21 × 30,5) (25) | Linoleumschnitt     | Mehrfarbig, 25 Exemplare. Gelistet im Werkverzeichnis 1901–1915. Gruna ist ein Ortsteil von Dresden und gehört zu Blasewitz. |
|               |      | Angler                                            | 12,5 × 22 (11,5 × 21) (10)   | Linoleumschnitt     | Mehrfarbig, 10 Exemplare. Gelistet im Werkverzeichnis 1901–1915. |
|               |      | Aus Tivoli                                        | 27 × 20,5 (26 × 19) (15)     | Linoleumschnitt     | Mehrfarbig, 15 Exemplare. Gelistet im Werkverzeichnis 1901–1915. |
| 1911 ca.      |      | Frau mit Gans / Gänsefrau                         | 23,5 × 17 (20)               | Linoleumschnitt     | Mehrfarbig, 20 Exemplare. Gelistet im Werkverzeichnis 1901–1915. |
|               |      | Wäschetag                                         | 17 × 20 (15)                 | Linoleumschnitt     | Mehrfarbig, 15 Exemplare. Gelistet im Werkverzeichnis 1901–1915. |
|               |      | Windmühle                                         | 27 × 29 (30)                 | Linoleumschnitt     | Mehrfarbig, 30 Exemplare. Gelistet im Werkverzeichnis 1901–1915. |
|               |      | Wintertag in Schlettstadt                         | 23,5 × 30,5 (30)             | Linoleumschnitt     | Mehrfarbig, 30 Exemplare. Gelistet im Werkverzeichnis 1901–1915. |
|               |      | Stiller Winkel                                    |                              | Linoleumschnitt     | Dreifarbig. Gelistet im Werkverzeichnis 1901–1915. |
|               |      | Putto mit Blumen                                  |                              | Linoleumschnitt     | Dreifarbig. Gelistet im Werkverzeichnis 1901–1915. |
|               |      | Fasching                                          | 14 × 19,5 (12 × 16) (15)     | Klischeedruck       | Dreifarbig, 15 Exemplare. Gelistet im Werkverzeichnis 1901–1915. |
|               |      | Der Gratulant                                     | 16,0 × 14 (12,5 × 12,5) (10) | Klischeedruck       | Einfarbig, 10 Exemplare. Gelistet im Werkverzeichnis 1901–1915. |
|               |      | Knecht Rupprecht                                  | 23 × 21,5 (15)               | Klischeedruck       | Dreifarbig, 15 Exemplare. Gelistet im Werkverzeichnis 1901–1915. |
|               |      | Maske mit Putto                                   | 14 × 19,5 (12 × 12) (10)     | Klischeedruck       | Zweifarbig, 10 Exemplare. Gelistet im Werkverzeichnis 1901–1915. |
|               |      | Tänzerin mit Maske                                | 23 × 21 (17 × 17) (10)       | Klischeedruck       | Dreifarbig, 10 Exemplare. Gelistet im Werkverzeichnis 1901–1915. |
|               |      | Wintertag                                         |                              | Radierung           | Gelistet im Werkverzeichnis 1901–1915. |
|               |      | Heilige Familie                                   | 24 × 28 (18 × 20) (15)       | Radierung           | Mehrfarbig, 15 Exemplare. Gelistet im Werkverzeichnis 1901–1915. |
|               |      | Flötenbläser                                      | 15 × 25 (12,5 × 21) (10)     | Radierung           | Mehrfarbig, 10 Exemplare. Gelistet im Werkverzeichnis 1901–1915. |
|               |      | Weihnachtsmann                                    | 15,5 × 12 (11,5 × 9,5) (15)  | Radierung           | Mehrfarbig, 15 Exemplare. Gelistet im Werkverzeichnis 1901–1915. |